# Mohammed Ali Jinnah
Mohammed Ali Jinnah (urdú: محمد علی جناح)  (Karachi, 20 d'octubre de 1875 ↔ 25 de desembre de 1876 - Karachi, 11 de setembre de 1948), també escrit Muhammad Ali Jinnah, fou un polític inicialment de l'Índia i considerat el pare del Pakistan. Fou cap de la Lliga Musulmana i primer governador general del Pakistan. És conegut com a Quaid-e-Azam (urdú: قائد اعظم, ‘Gran Líder’) i Baba-e-Qaum (urdú: بابائے قوم, ‘Pare de la Nació’).
Pertanyé primer al Congrés Nacional Indi i preconitzava el pacte amb la Lliga Musulmana. Després d'un exili a Londres va reorganitzar (1934) la Lliga Musulmana i va abraçar la idea d'un estat separat pels musulmans a la resolució de Lahore. El 1946 les eleccions li van donar molt escons, i va aconseguir el seu propòsit de partició el 1947. Després de la independència fou governador general, càrrec en el qual va morir.
Nascut a Wazir Mansion a Karachi, Jinnah es va formar com a advocat al Lincoln's Inn de Londres, Anglaterra. Al seu retorn a l'Índia, es va matricular al Tribunal Superior de Bombai i es va interessar per la política nacional. Jinnah va assolir protagonisme al Congrés Nacional Indi durant les dues primeres dècades del segle xx. En aquests primers anys de la seva carrera política, Jinnah va defensar la unitat hindú-musulmana, ajudant a donar forma al Pacte de Lucknow de 1916 entre el Congrés i la Lliga Musulmana de tota l'Índia, en el qual Jinnah també havia esdevingut prominent. Jinnah es va convertir en un líder clau a l’All-India Home Rule League i va proposar un pla de reforma constitucional de catorze punts per salvaguardar els drets polítics dels musulmans al subcontinent indi. El 1920, però, Jinnah va dimitir del Congrés quan va acceptar seguir una campanya de satyagraha, que considerava anarquia política.
El 1940, Jinnah havia arribat a creure que els musulmans del subcontinent haurien de tenir el seu propi estat per evitar el possible estatus de marginació que podrien obtenir en un estat hindú-musulmà independent. En aquell any, la Lliga Musulmana, liderada per Jinnah, va aprovar la Resolució de Lahore, exigint una nació separada per als musulmans indis. Durant la Segona Guerra Mundial, la Lliga va agafar força mentre els dirigents del Congrés eren empresonats, i a les eleccions provincials celebrades poc després de la guerra, va aconseguir la majoria dels escons reservats als musulmans. En última instància, el Congrés i la Lliga Musulmana no podien arribar a una fórmula de repartiment de poder que permetés que tota l'Índia britànica s'unís com un únic estat després de la independència, i que portés totes les parts a acordar la independència d'una Índia predominantment hindú, i per un estat de majoria musulmana del Pakistan.
Com a primer governador general del Pakistan, Jinnah va treballar per establir el govern i les polítiques de la nova nació, i per ajudar els milions de migrants musulmans que havien emigrat de la veïna Índia al Pakistan després de la independència dels dos estats, supervisant personalment l'establiment de camps de refugiats. Jinnah va morir als 71 anys el setembre de 1948, poc més d'un any després que el Pakistan obtingués la independència del Regne Unit. Va deixar un llegat profund i respectat al Pakistan. Innombrables carrers, carreteres i localitats del món porten el nom de Jinnah. Diverses universitats i edificis públics del Pakistan porten el nom de Jinnah. Segons el seu biògraf, Stanley Wolpert, Jinnah continua sent el líder més gran del Pakistan.

## Primers anys

### Família i infància

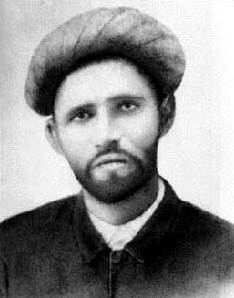
Retrat del pare de Jinnah, Jinnahbhai Poonja

El nom de pila de Jinnah al néixer era Mahomedali Jinnahbhai, (en gujarati: મહમદ અલી ઝીણાભાઇ) i probablement va néixer el 1876, a Jinnahbhai Poonja i la seva dona Mithibai, en un apartament llogat al segon pis de la mansió Wazir prop de Karachi, ara a Sind, Pakistan, però després dins de la presidència de Bombai de l'Índia britànica. L'avi patern de Jinnah era del poble de Paneli Moti a l'estat de Gondal a la península de Kathiawar (ara a Gujarat, Índia). Era d'origen musulmà xiïta gujarati Khoges Nizari Ismaili, encara que més tard Jinnah va seguir els ensenyaments xiïtes dels dotze imams. Després de la seva mort, els seus familiars i altres testimonis van afirmar que s'havia convertit posteriorment a la secta sunnita de l'Islam. La seva afiliació sectaria en el moment de la seva mort es va disputar en múltiples casos judicials. El seu pare era comerciant i va néixer a una família de teixidors tèxtils al poble de Paneli a l'estat principesc de Gondal (Kathiawar, Gujarat); la seva mare també era d'aquell poble. S'havien traslladat a Karachi el 1875, havent-se casat abans de la seva marxa. Karachi estava gaudint d'un auge econòmic: l'obertura del canal de Suez el 1869 va significar que estava 200 milles nàutiques més a prop d'Europa per al transport marítim que Bombai. Jinnah va ser el segon fill; tenia tres germans i tres germanes, inclosa la seva germana petita Fàtima Jinnah. Jinnah no parlava amb fluïdesa el gujarati, la seva llengua materna, ni l'urdú; parlava més l'anglès. A excepció de Fàtima, se sap poc dels seus germans, on es van establir o si es van reunir amb el seu germà mentre avançava en la seva carrera legal i política. Alguns escriptors s'hi han referit a vegades com a Muhajir a causa de la seva ètnia gujarati. No obstant això, l'ús del terme «Muhajir», que significa «immigrant», en referència a la seva primera vida, és considerat anacrònic per altres, ja que aquest terme es va utilitzar després de la partició el 1947, fent referència als refugiats musulmans que van emigrar al Pakistan, i es va utilitzar al cens de 1951 amb aquest significat.
Quan era petit, Jinnah va viure un temps a Bombai amb una tia i potser allà va anar a l'escola primària Gokal Das Tej, després va estudiar a la Catedral i a l'escola John Connon. A Karachi, va assistir al Sindh-Madrasa-tul-Islam i a la Christian Missionary Society High School. Es va matricular a la Universitat de Bombai. En els seus darrers anys i sobretot després de la seva mort, es van difondre un gran nombre d'històries sobre la infància del fundador del Pakistan: que passava tot el seu temps lliure al jutjat de policia, escoltant les actuacions, i que estudiava els seus llibres a la llum de fanals per manca d'una altra il·luminació. El seu biògraf oficial, Hector Bolitho, va escriure l'any 1954, va entrevistar els socis de la infància supervivents i va obtenir una història que el jove Jinnah va desanimar els altres nens de jugar a les boles a la pols, instar-los a aixecar-se, mantenir les mans i la roba netes i jugar en canvi a criquet.

### Educació a Anglaterra

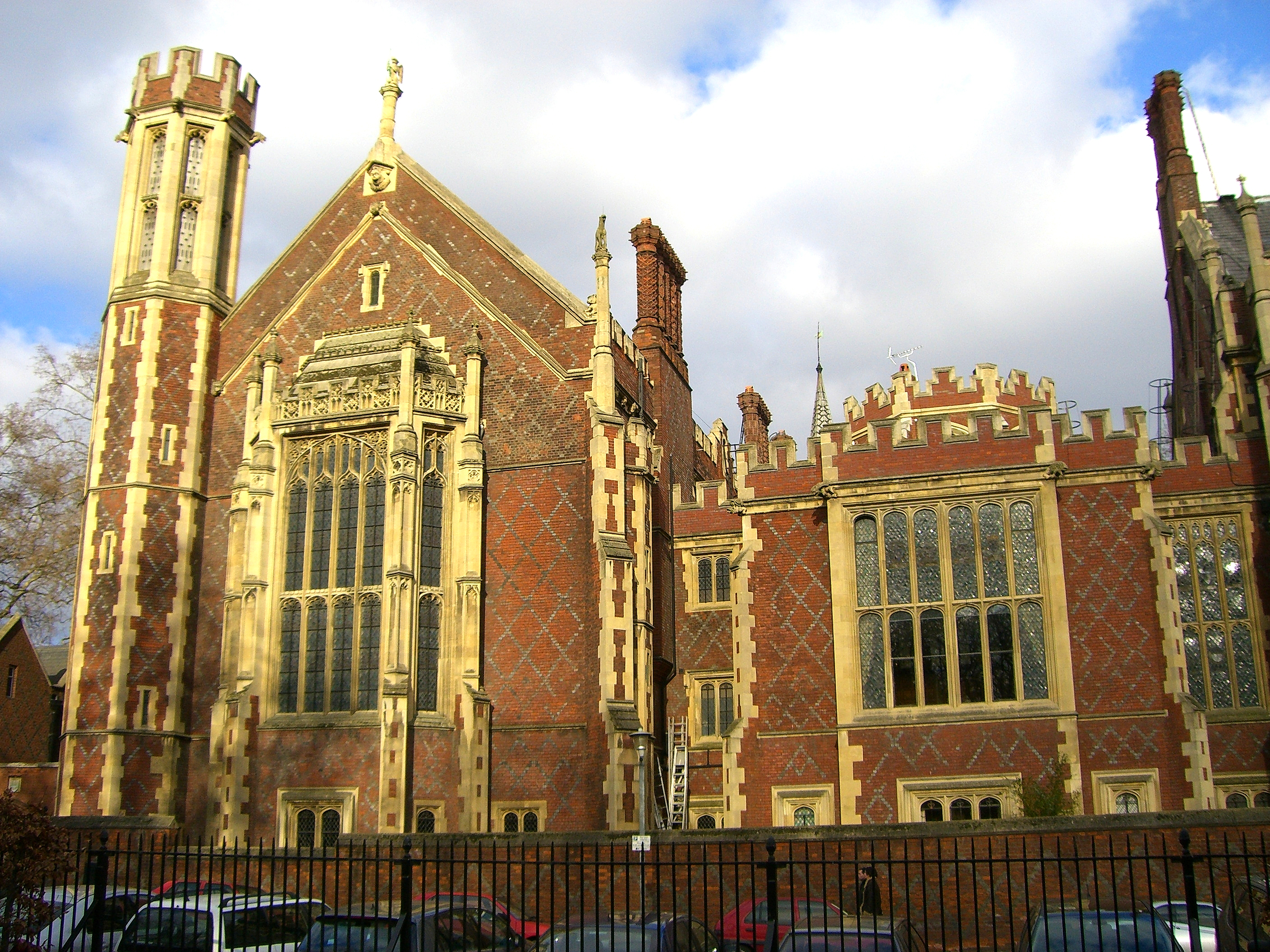
Lincoln's Inn, vist el 2006

El 1892, Sir Frederick Leigh Croft, soci de negocis de Jinnahbhai Poonja, va oferir al jove Jinnah un aprenentatge a Londres a la seva empresa, la Graham's Shipping and Trading Company. Va acceptar el càrrec malgrat l'oposició de la seva mare, que abans de marxar, el va fer contraure matrimoni concertat amb el seva cosina, dos anys més jove que ell del poble ancestral de Paneli, Emibai Jinnah. La mare i la primera dona de Jinnah van morir ambdues durant la seva estada a Anglaterra. Encara que l'aprenentatge a Londres es considerava una gran oportunitat per a Jinnah, un dels motius per enviar-lo a l'estranger va ser un procés legal contra el seu pare, que posava la propietat de la família en risc de ser segrestada pel tribunal. El 1893, la família Jinnahbhai es va traslladar a Bombai.
Poc després de la seva arribada a Londres, Jinnah va abandonar l'aprenentatge de negocis per estudiar dret, enfurismant el seu pare, que abans de la seva marxa li havia donat prou diners per viure tres anys. L'aspirant advocat es va unir a Lincoln's Inn, després afirmant que la raó per la qual va triar Lincoln's sobre les altres Inns of Court va ser que a l'entrada principal de Lincoln's Inn hi havia els noms dels grans legisladors del món, inclòs Mahoma. El biògraf de Jinnah, Stanley Wolpert, assenyala que no hi ha aquesta inscripció, però a l'interior (cobrint la paret d'un extrem del New Hall, també anomenat Gran Saló, que és on els estudiants, el bar i el banc dinen i sopen) hi ha un mural que mostra Mahoma i altres legisladors, i especula que Jinnah podria haver editat la història en la seva pròpia ment per evitar esmentar una representació pictòrica que seria ofensiva per a molts musulmans. L'educació legal de Jinnah va seguir el sistema d'alumnes (aprenentatge legal), que havia estat vigent durant segles. Per adquirir coneixements de la llei, va seguir un advocat establert i va aprendre del que feia, així com de l'estudi dels llibres de dret. Durant aquest període, va escurçar el seu nom a Muhammad Ali Jinnah.
Durant els seus anys d'estudiant a Anglaterra, Jinnah va ser influenciat pel liberalisme britànic del segle xix, com molts altres futurs líders independentistes indis. Els seus principals referents intel·lectuals van ser gent com Bentham, Mill, Spencer i Comte. Aquesta educació política incloïa l'exposició a la idea de la nació democràtica i la política progressista. Es va convertir en un admirador dels líders polítics indis britànics parsi Dadabhai Naoroji i Sir Pherozeshah Mehta. Naoroji s'havia convertit en el primer membre del Parlament britànic d'extracció índia poc abans de l'arribada de Jinnah, triomfant amb una majoria de tres vots a Finsbury Central. Jinnah va escoltar el discurs inaugural de Naoroji a la Cambra dels Comuns des de la galeria de visitants.
El món occidental no només va inspirar a Jinnah en la seva vida política, sinó que també va influir molt en les seves preferències personals, sobretot quan es tractava de vestir. Jinnah va abandonar la roba local per a la roba d'estil occidental, i durant tota la seva vida sempre va anar impecablement vestit en públic. Els seus vestits van ser dissenyats pel sastre de Savile Row Henry Poole &amp; Co. Va arribar a ser propietari de més de 200 vestits, que portava amb camises molt enmidonades amb colls desmuntables, i com a advocat s'enorgullia de no portar mai la mateixa corbata de seda dues vegades. Fins i tot quan s'estava morint, va insistir a vestir-se formalment: «No viatjaré amb el meu pijama». En els seus darrers anys se'l veia habitualment amb un barret de Karakul que posteriorment es coneixeria com la «gorra de Jinnah».
Insatisfet amb la llei, Jinnah es va embarcar breument en una carrera escènica amb una companyia de Shakespeare, però va plegar després de rebre una carta severa del seu pare. El 1895, als 19 anys, es va convertir en l'indi britànic més jove a ser cridat al bar (o sigui, ser admès com a advocat davant dels tribunals) a Anglaterra. Encara que va tornar a Karachi, hi va romandre poc temps abans de traslladar-se a Bombai.

## Carrera jurídica i política inicial

### Advocat

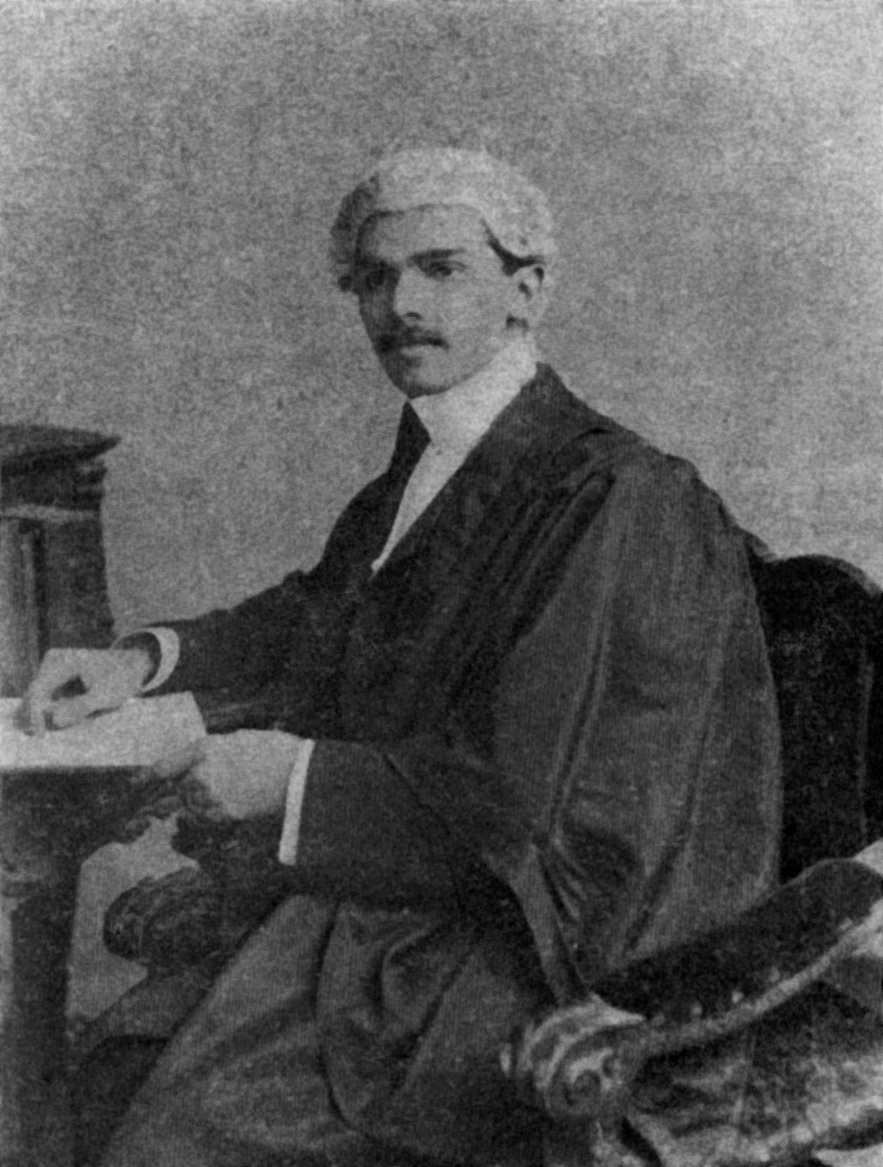
Jinnah com a advocat

Als 20 anys, Jinnah va començar a exercir a Bombai, sent l'únic advocat musulmà de la ciutat. L'anglès s'havia convertit en la seva llengua principal i ho continuaria sent durant tota la seva vida. Els seus primers tres anys a la llei, del 1897 al 1900, li van portar pocs breus. El seu primer pas cap a una carrera més brillant es va produir quan l’advocat general en funcions de Bombai, John Molesworth MacPherson, va convidar Jinnah a treballar des de les seves oficines. El 1900, PH Dastoor, un magistrat de la presidència de Bombai, va deixar el càrrec temporalment i Jinnah va aconseguir el càrrec interí. Després del seu període de sis mesos, a Jinnah se li va oferir una posició permanent amb un sou de 1.500 rupies al mes. Jinnah va declinar educadament l'oferta, afirmant que tenia previst guanyar 1.500 rupies al dia, una suma enorme en aquell moment, cosa que finalment va fer. No obstant això, com a governador general del Pakistan, es negaria a acceptar un gran sou, fixant-lo en 1 rupia al mes.
Com a advocat, Jinnah va guanyar fama pel seu hàbil maneig del «Caucus Case» de 1908. Aquesta controvèrsia va sorgir de les eleccions municipals de Bombai, que els indis al·legaven van ser manipulats per un «caucus» d'europeus per mantenir Sir Pherozeshah Mehta fora del consell. Jinnah va guanyar una gran estima en liderar el cas de Sir Pherozeshah, ell mateix un conegut advocat. Tot i que Jinnah no va guanyar el Caucus Case, va publicar un registre d'èxit, fent-se conegut per la seva defensa i lògica legal. El 1908, el seu enemic faccional al Congrés Nacional Indi, Bal Gangadhar Tilak, va ser arrestat per sedició. Abans que Tilak es representés sense èxit al judici, va contractar Jinnah en un intent d'aconseguir la seva llibertat sota fiança. Jinnah no va tenir èxit, però va obtenir l'absolució de Tilak quan va ser acusat de sedició novament el 1916.
Un dels advocats de Jinnah del Tribunal Superior de Bombai va recordar que «la fe de Jinnah en si mateix era increïble»; va recordar que en ser amonestat per un jutge amb «Senyor Jinnah, recordeu que no us dirigiu a un magistrat de tercera classe», Jinnah va respondre: «Senyor, permeteu-me que us adverteixi que no us dirigiu a un advocat de tercera classe». Un altre dels seus companys advocats el va descriure dient:
| « | Era el que Déu el va fer, un gran pregoner. Tenia un sisè sentit: podia veure per les cantonades. Aquí és on residia el seu talent... era un pensador molt clar... Però va portar els seus punts cap a casa —punts escollits amb una selecció exquisida— lliurament lenta, paraula per paraula. | » |

### Sindicalista
Jinnah també era partidari de les causes de la classe obrera i un sindicalista actiu. Va ser elegit president de la Unió del Personal Postal de l'Índia el 1925, que comptava amb 70.000 membres. Segons la publicació Productive Role of Trade Unions and Industrial Relations de l'All Pakistan Labor Federation, en ser membre de l'Assemblea Legislativa, Jinnah va advocar enèrgicament pels drets dels treballadors i va lluitar per aconseguir un «salari digne i condicions justes» per a ells. També va tenir un paper important en la promulgació de la Llei de Sindicats de 1926 que va donar cobertura legal al moviment sindical per organitzar-se.

### Líder en ascens

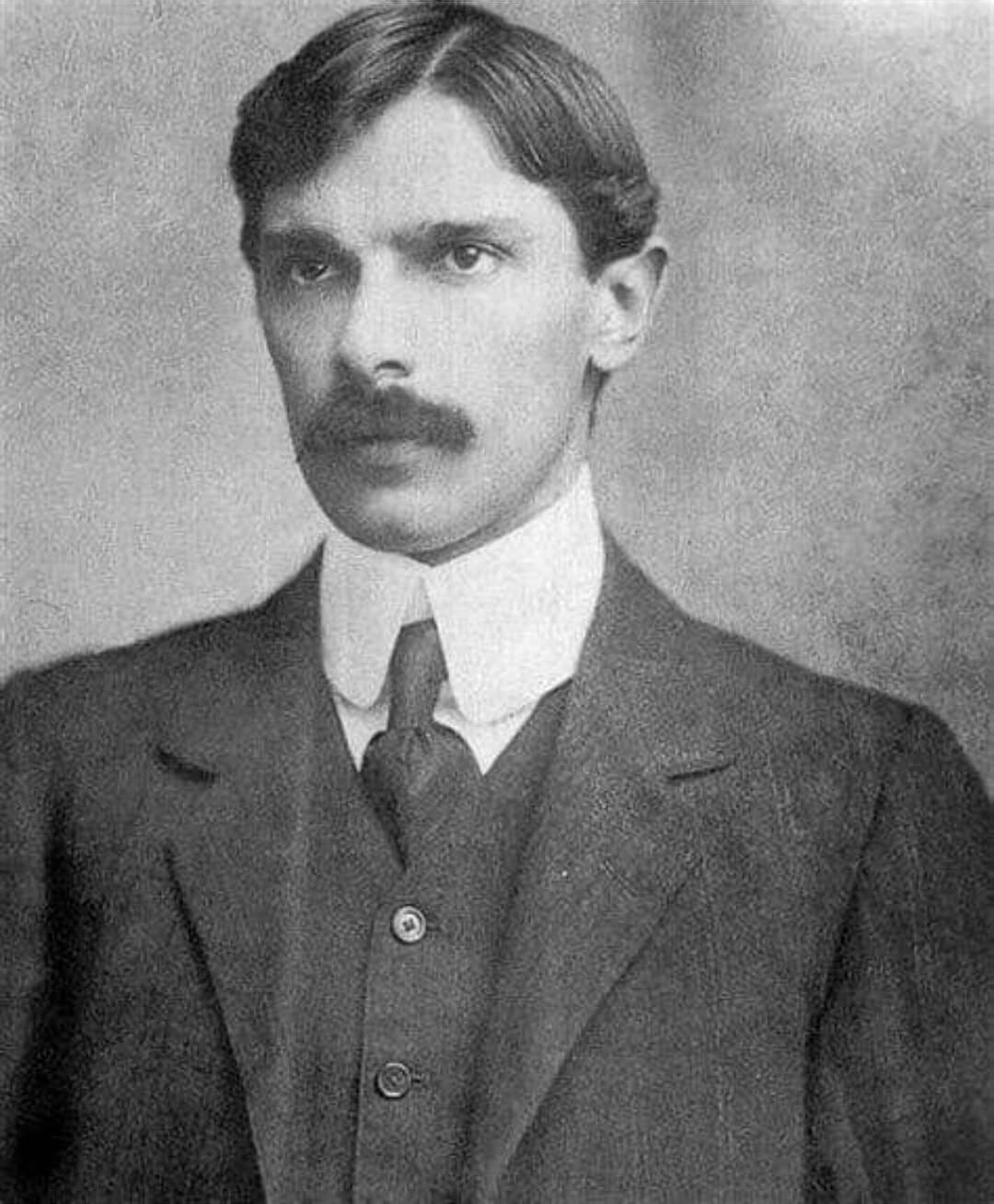
Jinnah el 1910

El 1857, molts indis s'havien aixecat en revolta contra el domini britànic. Arran del conflicte, alguns angloindis, així com indis a Gran Bretanya, van demanar un major autogovern per al subcontinent, el que va donar lloc a la fundació del Congrés Nacional Indi el 1885. La majoria dels membres fundadors havien estat educats a Gran Bretanya i es conformaven amb els mínims esforços de reforma que feia el govern. Els musulmans no estaven entusiasmats amb les demandes d'institucions democràtiques a l'Índia britànica, ja que constituïen entre un quart i un terç de la població, superada en nombre pels hindús. A les primeres reunions del Congrés eren una minoria de musulmans, majoritàriament de l'elit.
Jinnah va dedicar gran part del seu temps a la pràctica d'advocacia a principis de la dècada de 1900, però es va mantenir involucrat políticament. Jinnah va començar la vida política assistint a la vintena reunió anual del Congrés, a Bombai el desembre de 1904. Va ser membre del grup moderat del Congrés, afavorint la unitat hindú-musulmana per assolir l'autogovern, i seguint líders com Mehta, Naoroji i Gopal Krishna Gokhale. Es van oposar a líders com Tilak i Lala Lajpat Rai, que van buscar una acció ràpida cap a la independència. El 1906, una delegació de líders musulmans, coneguda com la Delegació de Simla, encapçalada per l'Aga Khan, va demanar al nou virrei de l'Índia, Lord Minto, que li assegurés la seva lleialtat i que li demanés garanties que en qualsevol reforma política estarien protegits de la «majoria [hindú] antipàtica». Insatisfet amb això, Jinnah va escriure una carta a l'editor del diari Gujarati, preguntant-li quin dret tenien els membres de la delegació a parlar en nom dels musulmans indis, ja que no eren elegits i autodenominats. Quan molts dels mateixos líders es van reunir a Dacca el desembre d'aquell any per formar la Lliga Musulmana de l'Índia per defensar els interessos de la seva comunitat, Jinnah es va oposar de nou. L'Aga Khan va escriure més tard que era «estranyament irònic» que Jinnah, que conduiria la Lliga cap a la independència, «va sortir amb una amarga hostilitat cap a tot el que jo i els meus amics havíem fet... Va dir que «el nostre principi d'electorats separats estava dividint la nació contra si mateixa». En els seus primers anys, però, la Lliga no va tenir influència; Minto es va negar a considerar-la com a representant de la comunitat musulmana, i va ser ineficaç per prevenir el 1911 derogació de la partició de Bengala, una acció vista com un cop als interessos musulmans.
Encara que Jinnah inicialment es va oposar a electorats separats per als musulmans, va utilitzar aquest mitjà per obtenir el seu primer càrrec electiu el 1909, com a representant musulmà de Bombai al Consell Legislatiu Imperial. Va ser un candidat de compromís quan dos musulmans més grans i més coneguts que buscaven el càrrec van quedar bloquejats. El consell, que s'havia ampliat a 60 membres com a part de les reformes promulgades per Minto, va recomanar una legislació al virrei. Només els funcionaris podien votar al consistori; membres no oficials, com Jinnah, no tenien vot. Al llarg de la seva carrera legal, Jinnah va exercir la llei testamentària (amb molts clients de la noblesa de l'Índia) i el 1911 va introduir la Llei de validació de Wakf per situar els fideïcomisos religiosos musulmans en una base legal sòlida sota la llei índia britànica. Dos anys més tard es va aprovar la mesura, el primer acte auspiciat per no funcionaris que va aprovar el consistori i que va ser promulgat pel virrei. Jinnah també va ser nomenat per a un comitè que va ajudar a establir l’Acadèmia Militar Índia a Dehradun.
El desembre de 1912, Jinnah es va dirigir a la reunió anual de la Lliga Musulmana tot i que encara no n'era membre. Es va incorporar l'any següent, tot i que també va continuar sent membre del Congrés i va subratllar que la pertinença a la Lliga tenia la segona prioritat a la «causa nacional més gran» d'una Índia independent. L'abril de 1913, va tornar a anar a Gran Bretanya, amb Gokhale, per reunir-se amb funcionaris en nom del Congrés. Gokhale, un hindú, va declarar més tard que Jinnah «té coses reals en ell, i aquesta llibertat de tots els prejudicis sectaris que el convertiran en el millor ambaixador de la unitat hindú-musulmana». Jinnah va dirigir una altra delegació del Congrés a Londres el 1914, però a causa de l'inici de la Primera Guerra Mundial l'agost de 1914, va trobar funcionaris poc interessats en les reformes índies. Per casualitat, va estar a Gran Bretanya al mateix temps que un home que es convertiria en un gran rival polític seu, Mohandas Gandhi, un advocat hindú que s'havia fet conegut per defensar la satyagraha, la no-cooperació no violenta, a Sud-àfrica. Jinnah va assistir a una recepció per a Gandhi on els dos homes es van conèixer i van parlar entre ells per primera vegada. Poc després, Jinnah va tornar a l'Índia el gener de 1915.

### Adéu al Congrés
La facció moderada de Jinnah al Congrés va ser minada per la mort de Mehta i Gokhale el 1915; va quedar més aïllat pel fet que Naoroji es trobava a Londres, on va romandre fins a la seva mort el 1917. No obstant això, Jinnah va treballar per reunir el Congrés i la Lliga. El 1916, amb Jinnah ara president de la Lliga Musulmana, les dues organitzacions van signar el Pacte de Lucknow, fixant quotes per a la representació musulmana i hindú a les diferents províncies. Tot i que el pacte no es va dur a terme mai del tot, la seva signatura va suposar un període de col·laboració entre el Congrés i la Lliga.
Durant la guerra, Jinnah es va unir a altres moderats indis per donar suport a l'esforç de guerra britànic, amb l'esperança que els indis fossin recompensats amb llibertats polítiques. Jinnah va tenir un paper important en la fundació de l’All India Home Rule League el 1916. Juntament amb els líders polítics Annie Besant i Tilak, Jinnah va exigir el «govern autònom» per a l'Índia: l'estatus d'un domini autònom a l'Imperi semblant al Canadà, Nova Zelanda i Austràlia, encara que, amb la guerra, els polítics britànics no estaven interessats en considerant la reforma constitucional índia. El ministre del gabinet britànic, Edwin Montagu, va recordar Jinnah a les seves memòries, «jove, perfectament educat, d'aspecte impressionant, armat fins a les dents amb dialèctica i insistint en tot el seu esquema».
El 1918, Jinnah es va casar amb la seva segona dona, Rattanbai Petit («Ruttie»), 24 anys més jove que ell. Era la filla jove de moda del seu amic Sir Dinshaw Petit, i formava part d'una família parsi d'elit de Bombai. Hi va haver una gran oposició al matrimoni per part de la família de Rattanbai i la comunitat parsi, així com d'alguns líders religiosos musulmans. Rattanbai va desafiar la seva família i es va convertir nominalment a l'islam, adoptant (encara que mai el va utilitzar) el nom de Maryam Jinnah, la qual cosa va provocar un distanciament permanent de la seva família i de la societat parsi. La parella residia a la mansió South Court de Bombai i viatjava sovint per l'Índia i Europa. L'única filla de la parella, la filla Dina, va néixer el 15 d'agost de 1919. La parella es va separar abans de la mort de Ruttie el 1929 i, posteriorment, la germana de Jinnah, Fàtima, es va ocupar d'ell i del seu fill.
Les relacions entre indis i britànics van ser tenses el 1919 quan el Consell Legislatiu Imperial va estendre les restriccions d'emergència de guerra a les llibertats civils; Jinnah va renunciar-hi quan ho va fer. Hi va haver disturbis a l'Índia, que van empitjorar després de la massacre de Jallianwala Bagh a Amritsar, en què les tropes de l'exèrcit indi britànic van disparar contra una reunió de protesta i van matar centenars. Arran d'Amritsar, Gandhi, que havia tornat a l'Índia i es va convertir en un líder àmpliament respectat i molt influent al Congrés, va demanar satyagraha contra els britànics. La proposta de Gandhi va obtenir un ampli suport hindú, i també va ser atractiva per a molts musulmans de la facció Khilafat. Aquests musulmans, recolzats per Gandhi, van buscar la retenció del califat otomà, que proporcionava el lideratge espiritual a molts musulmans. El califa era l'emperador otomà, que seria privat dels dos càrrecs després de la derrota de la seva nació a la Primera Guerra Mundial. Gandhi havia aconseguit una popularitat considerable entre els musulmans a causa del seu treball durant la guerra en favor dels musulmans assassinats o empresonats. A diferència de Jinnah i altres líders del Congrés, Gandhi no portava roba d'estil occidental, va fer tot el possible per utilitzar una llengua índia en comptes de l'anglès, i estava profundament arrelat a la cultura índia. L'estil local de lideratge de Gandhi va guanyar una gran popularitat entre el poble indi. Jinnah va criticar la defensa de Khilafat de Gandhi, que va veure com un aval del fanàtic religiós. Jinnah considerava la campanya de satyagraha proposada per Gandhi com una anarquia política, i creia que l'autogovern s'havia d'assegurar per mitjans constitucionals. Es va oposar a Gandhi, però l'opinió índia estava en contra seu. A la sessió del Congrés de 1920 a Nagpur, Jinnah va ser criticada pels delegats, que van aprovar la proposta de Gandhi, prometent satyagraha fins que l'Índia fos independent. Jinnah no va assistir a la reunió posterior de la Lliga, celebrada a la mateixa ciutat, que va aprovar una resolució similar. A causa de l'acció del Congrés d'avalar la campanya de Gandhi, Jinnah va renunciar-hi, deixant tots els càrrecs excepte a la Lliga Musulmana.

## Anys de desert; interludi a Anglaterra

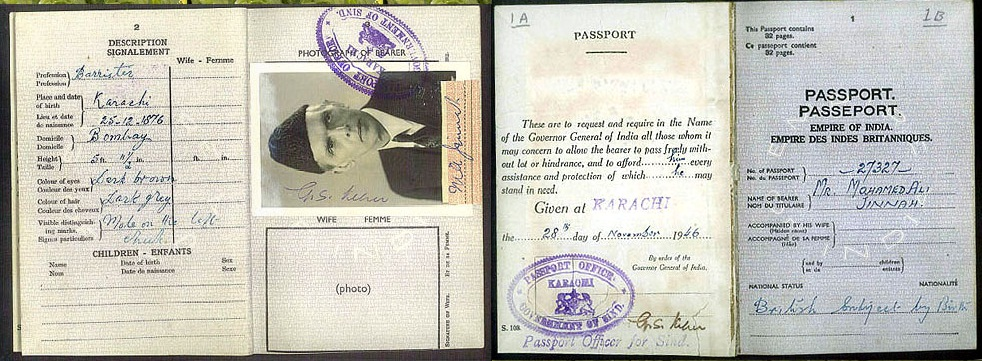
El passaport de Jinnah

L'aliança entre Gandhi i la facció Khilafat no va durar gaire, i la campanya de resistència va resultar menys efectiva del que s'esperava, ja que les institucions de l'Índia van continuar funcionant. Jinnah va buscar idees polítiques alternatives i va contemplar organitzar un nou partit polític com a rival del Congrés. El setembre de 1923, Jinnah va ser elegit com a membre musulmà de Bombai a la nova Assemblea Legislativa Central. Va mostrar molta habilitat com a parlamentari, organitzant molts membres indis per treballar amb el Partit Swaraj, i va continuar pressionant les demandes d'un govern plenament responsable. El 1925, com a reconeixement a les seves activitats legislatives, Lord Reading li va oferir el títol de cavaller, que es retirava del virregnat. Ell va respondre: «Prefereixo ser senzill, senyor Jinnah».
El 1927, el govern britànic, sota el comandament del primer ministre conservador Stanley Baldwin, va emprendre una revisió decennal de la política índia ordenada per la Llei del govern de l'Índia de 1919. La revisió va començar dos anys abans, ja que Baldwin temia que perdés les properes eleccions (cosa que va fer, el 1929). El gabinet va ser influenciat pel ministre Winston Churchill, que es va oposar fermament a l'autogovern de l'Índia, i els membres esperaven que si la comissió es nomenés aviat, les polítiques per a l'Índia que afavorien sobreviurien al seu govern. La comissió resultant, liderada pel diputat liberal John Simon, encara que amb una majoria de conservadors, va arribar a l'Índia el març de 1928. Els líders de l'Índia, musulmans i hindús, els van rebre un boicot, indignats per la negativa britànica a incloure-hi. els seus representants a la comissió. Una minoria de musulmans, però, es va retirar de la Lliga, escollint donar la benvinguda a la Comissió Simon i repudiant Jinnah. La majoria dels membres del consell executiu de la Lliga es van mantenir lleials a Jinnah, assistint a la reunió de la Lliga el desembre de 1927 i el gener de 1928 que el van confirmar com a president permanent de la Lliga. En aquella sessió, Jinnah va dir als delegats que «S'ha declarat una guerra constitucional a la Gran Bretanya. Les negociacions per a un acord no han de venir del nostre costat... En nomenar una Comissió exclusivament blanca, [ el secretari d'Estat per a l'Índia ] Lord Birkenhead ha declarat la nostra inaptitud per a l'autogovern».
Birkenhead el 1928 va desafiar els indis a presentar la seva pròpia proposta de canvi constitucional per a l'Índia9; en resposta, el Congrés va convocar un comitè sota la direcció de Motilal Nehru. L' informe Nehru va afavorir les circumscripcions electorals basades en la geografia sobre la base que dependre els uns dels altres per a les eleccions uniria les comunitats. Jinnah, tot i que creia que els electors separats, basats en la religió, necessaris per garantir que els musulmans tinguessin veu al govern, estava disposat a comprometre's en aquest punt, però les converses entre les dues parts van fracassar. Va presentar propostes que esperava que poguessin satisfer un ampli ventall de musulmans i reunir la Lliga, demanant la representació obligatòria dels musulmans a les legislatures i als gabinets. Aquests van ser coneguts com els seus catorze punts. No va poder aconseguir l'adopció dels Catorze Punts, ja que la reunió de la Lliga a Delhi en la qual esperava obtenir un vot es va dissoldre de forma caòtica.
Després que Baldwin fos derrotat a les eleccions parlamentàries britàniques de 1929, Ramsay MacDonald del Partit Laborista es va convertir en primer ministre. MacDonald desitjava una conferència de líders indis i britànics a Londres per discutir el futur de l'Índia, una línia d'acció que tenia el suport de Jinnah. Van seguir tres conferències de taules rodones durant anys, cap de les quals va donar lloc a un acord. Jinnah va ser delegat a les dues primeres conferències, però no va ser convidat a l'última. Va romandre a Gran Bretanya durant la major part del període de 1930 a 1934, exercint com a advocat davant el Consell Privat, on va tractar una sèrie de casos relacionats amb l'Índia. Els seus biògrafs no estan d'acord sobre per què va romandre tant de temps a Gran Bretanya: Wolpert afirma que si Jinnah s'hagués fet un Lord de la Llei, s'hauria quedat per a tota la vida, i que Jinnah, alternativament, va buscar un escó parlamentari. El primer biògraf Hector Bolitho va negar que Jinnah intentés entrar al Parlament britànic, mentre que Jaswant Singh considera el temps de Jinnah a Gran Bretanya com un descans o un any sabàtic de la lluita índia. Bolitho va anomenar aquest període «els anys d'ordre i contemplació de Jinnah, encaixats entre el temps de la primera lluita i la tempesta final de la conquesta».
El 1931, Fàtima Jinnah es va unir al seu germà a Anglaterra. A partir d'aleshores, Muhammad Jinnah rebria atenció i suport personal d'ella a mesura que envellia i va començar a patir les malalties pulmonars que el matarien. Va viure i viatjar amb ell, i es va convertir en una assessora propera. La filla de Muhammad Jinnah, Dina, es va educar a Anglaterra i l'Índia. Més tard, Jinnah es va allunyar de Dina després que ella va decidir casar-se amb un parsi, Neville Wadia, d'una important família empresarial parsi. Wadia és el fill de Sir Ness Wadia i de Homi Wadia. Quan Jinnah va instar a Dina a casar-se amb un musulmà, ella li va recordar que s'havia casat amb una dona que no havia crescut en la seva fe. Jinnah va continuar mantenint correspondència cordial amb la seva filla, però la seva relació personal va ser tensa i ella no va anar al Pakistan en vida, sinó només per al seu funeral.

## Tornada a la política
A principis de la dècada de 1930 es va produir un ressorgiment del nacionalisme musulmà indi, que va arribar al punt culminant amb la Declaració del Pakistan. El 1933, els musulmans indis, especialment de les Províncies Unides, van començar a instar a Jinnah a tornar i a reprendre el seu lideratge de la Lliga Musulmana, una organització que havia caigut en inactivitat. Va romandre president titular de la Lliga, Jalal, p. 36 però es va negar a viatjar a l'Índia per presidir la sessió de 1933 a l'abril, escrivint que no hi podria tornar fins a finals d'any.
Entre els que es van reunir amb Jinnah per instar el seu retorn hi havia Liaqat Ali Khan, que seria un gran soci polític de Jinnah en els propers anys i el primer Primer Ministre del Pakistan. A petició de Jinnah, Liaqat va discutir el retorn amb un gran nombre de polítics musulmans i va confirmar la seva recomanació a Jinnah. A principis de 1934, Jinnah es va traslladar al subcontinent, tot i que es va traslladar entre Londres i l'Índia per negocis durant els següents anys, venent la seva casa a Hampstead i tancant la seva pràctica legal a Gran Bretanya.
Els musulmans de Bombai van escollir Jinnah, encara que aleshores absent a Londres, com el seu representant a l'Assemblea Legislativa Central l'octubre de 1934. La Llei del govern de l'Índia del Parlament britànic de 1935 va donar un poder considerable a les províncies de l'Índia, amb un parlament central feble. a Nova Delhi, que no tenia autoritat sobre qüestions com la política exterior, la defensa i gran part del pressupost. El ple poder restava, però, en mans del virrei, que podia dissoldre les legislatures i governar per decret. La Lliga va acceptar de mala gana l'esquema, tot i que va expressar reserves sobre el feble parlament. El Congrés estava molt millor preparat per a les eleccions provincials de 1937, i la Lliga no va aconseguir la majoria ni tan sols dels escons musulmans a cap de les províncies on els membres d'aquesta fe tenien majoria. Va guanyar la majoria dels escons musulmans a Delhi, però no va poder formar govern enlloc, tot i que formava part de la coalició governant a Bengala. El Congrés i els seus aliats van formar el govern fins i tot a la Província de la Frontera del Nord-oest (NWFP), on la Lliga no va guanyar cap escó malgrat que gairebé tots els residents eren musulmans.

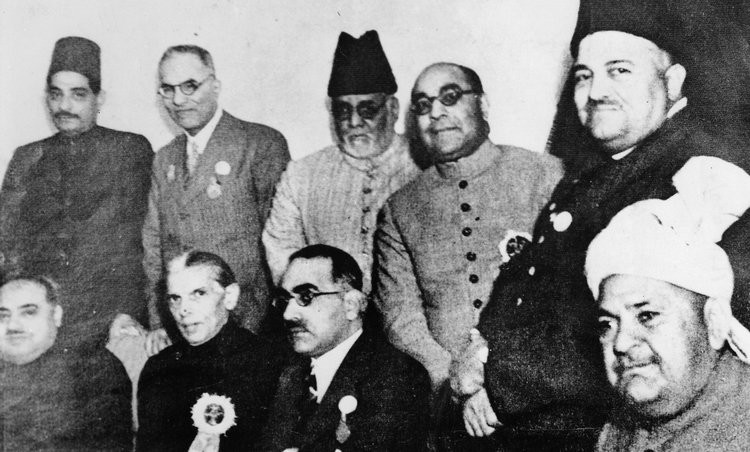
Jinnah (davant, esquerra) amb el Comitè de Treball de la Lliga Musulmana després d'una reunió a Lucknow, octubre de 1937

Segons Jaswant Singh, «els esdeveniments de 1937 van tenir un terrible efecte, gairebé traumàtic, sobre Jinnah». Malgrat les seves creences durant vint anys en el sentit que els musulmans podien protegir els seus drets en una Índia unida mitjançant electorats separats, límits provincials traçats per preservar les majories musulmanes i altres proteccions dels drets de les minories, els votants musulmans no havien aconseguit unir-se, amb els problemes Jinnah. esperava tirar endavant la pèrdua enmig de la lluita entre faccions. Singh assenyala l'efecte de les eleccions de 1937 sobre l'opinió política musulmana, «quan el Congrés va formar un govern amb gairebé tots els diputats musulmans asseguts als bancs de l'oposició, els musulmans que no pertanyien al Congrés es van enfrontar de sobte a aquesta crua realitat d'impotència política gairebé total.... sempre que obtingués la majoria absoluta a la Cambra, amb la força dels escons generals, podria i ho faria formar un govern totalment pel seu compte...»
Durant els dos anys següents, Jinnah va treballar per generar suport entre els musulmans per a la Lliga. Va assegurar el dret a parlar per als governs provincials bengalí i panjabi dirigits per musulmans al govern central de Nova Delhi («el centre»). Va treballar per ampliar la Lliga, reduint el cost de l'afiliació a dues annes (1⁄8 de rupia), la meitat del que li va costar unir-se al Congrés. Va reestructurar la Lliga seguint la línia del Congrés, posant la major part del poder en una Comissió de Treball, que va nomenar. Al desembre de 1939, Liaquat estimava que la Lliga tenia tres milions de membres de dos anna.

## Lluita pel Pakistan

### Antecedents de la independència

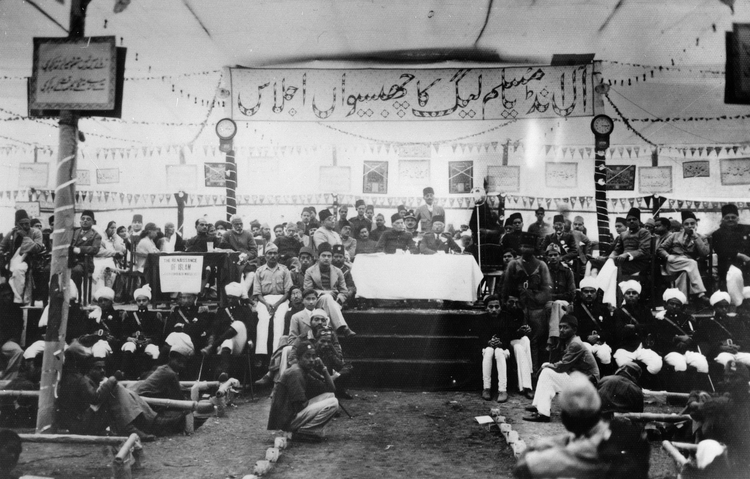
Jinnah parla a la sessió de la Lliga Musulmana a Patna, 1938

Fins a finals de la dècada de 1930, la majoria dels musulmans del Raj britànic esperaven, amb la independència, formar part d'un estat unitari que abastés tota l'Índia britànica, igual que els hindús i altres que defensaven l'autogovern. Malgrat això, s'estaven fent altres propostes nacionalistes. En un discurs pronunciat a Allahabad en una sessió de la Lliga el 1930, Sir Muhammad Iqbal va demanar un estat per als musulmans a l'Índia Britànica. Choudhary Rahmat Ali va publicar un pamflet el 1933 defensant un estat «Pakistan» a la vall de l'Indus, amb altres noms donats a zones de majoria musulmana en altres llocs de l'Índia. Jinnah i Iqbal es van correspondre el 1936 i el 1937; en els anys següents, Jinnah va acreditar a Iqbal com el seu mentor, i va utilitzar la imatge i la retòrica d'Iqbal en els seus discursos.
Tot i que molts líders del Congrés buscaven un govern central fort per a un estat indi, alguns polítics musulmans, inclòs Jinnah, no estaven disposats a acceptar això sense proteccions poderoses per a la seva comunitat. Altres musulmans van donar suport al Congrés, que oficialment defensava un estat laic després de la independència, tot i que l'ala tradicionalista (inclosos polítics com Madan Mohan Malaviya i Vallabhbhai Patel) creien que una Índia independent hauria de promulgar lleis com la prohibició de matar vaques i fent de l'hindi una llengua nacional. El fracàs de la direcció del Congrés per desautoritzar els comunals hindús va preocupar els musulmans que donaven suport al Congrés. No obstant això, el Congrés va gaudir d'un considerable suport musulmà fins al voltant de 1937.
Els esdeveniments que van separar les comunitats van incloure l'intent fallit de formar un govern de coalició que inclogués el Congrés i la Lliga a les Províncies Unides després de les eleccions de 1937. Segons l'historiador Ian Talbot, «Els governs del Congrés provincial no van fer cap esforç per entendre i respectar la sensibilitat cultural i religiosa de les seves poblacions musulmanes. Les afirmacions de la Lliga Musulmana que ella sola podria salvaguardar els interessos musulmans van rebre així un gran impuls. Significativament, va ser només després d'aquest període de govern del Congrés que [la Lliga] va acceptar la demanda d'un estat del Pakistan».
Balraj Puri en el seu article de diari sobre Jinnah suggereix que el president de la Lliga Musulmana, després de la votació de 1937, va girar cap a la idea de la partició en «pura desesperació». L'historiador Akbar S. Ahmed suggereix que Jinnah va abandonar l'esperança de reconciliació amb el Congrés mentre «redescobria les seves pròpies arrels islàmiques, el seu propi sentit de la identitat, la cultura i la història, que passarien cada cop més a primer pla en els darrers anys de la seva vida». Jinnah també va adoptar cada cop més la vestimenta musulmana a finals de la dècada de 1930. Arran de la votació de 1937, Jinnah va exigir que la qüestió del repartiment del poder es resolgués sobre una base de tota l'Índia, i que ell, com a president de la Lliga, fos acceptat com l'únic portaveu de la comunitat musulmana.

### La influència d'Iqbal en Jinnah
| «                      | Només hi ha una sortida. Els musulmans haurien d'enfortir les mans de Jinnah. Haurien d'unir-se a la Lliga Musulmana. La qüestió índia, tal com s'està resolent ara, pot ser contrarestada pel nostre front únic tant contra els hindús com els anglesos. Sense ell, les nostres demandes no seran acceptades. La gent diu que les nostres demandes fan olor de comunalisme. Això és pura propaganda. Aquestes reivindicacions es refereixen a la defensa de la nostra existència nacional... El front únic es pot formar sota el lideratge de la Lliga Musulmana. I la Lliga Musulmana només pot tenir èxit a causa de Jinnah. Ara ningú més que Jinnah és capaç de liderar els musulmans. | » |
| — Muhammad Iqbal, 1938 | |   |

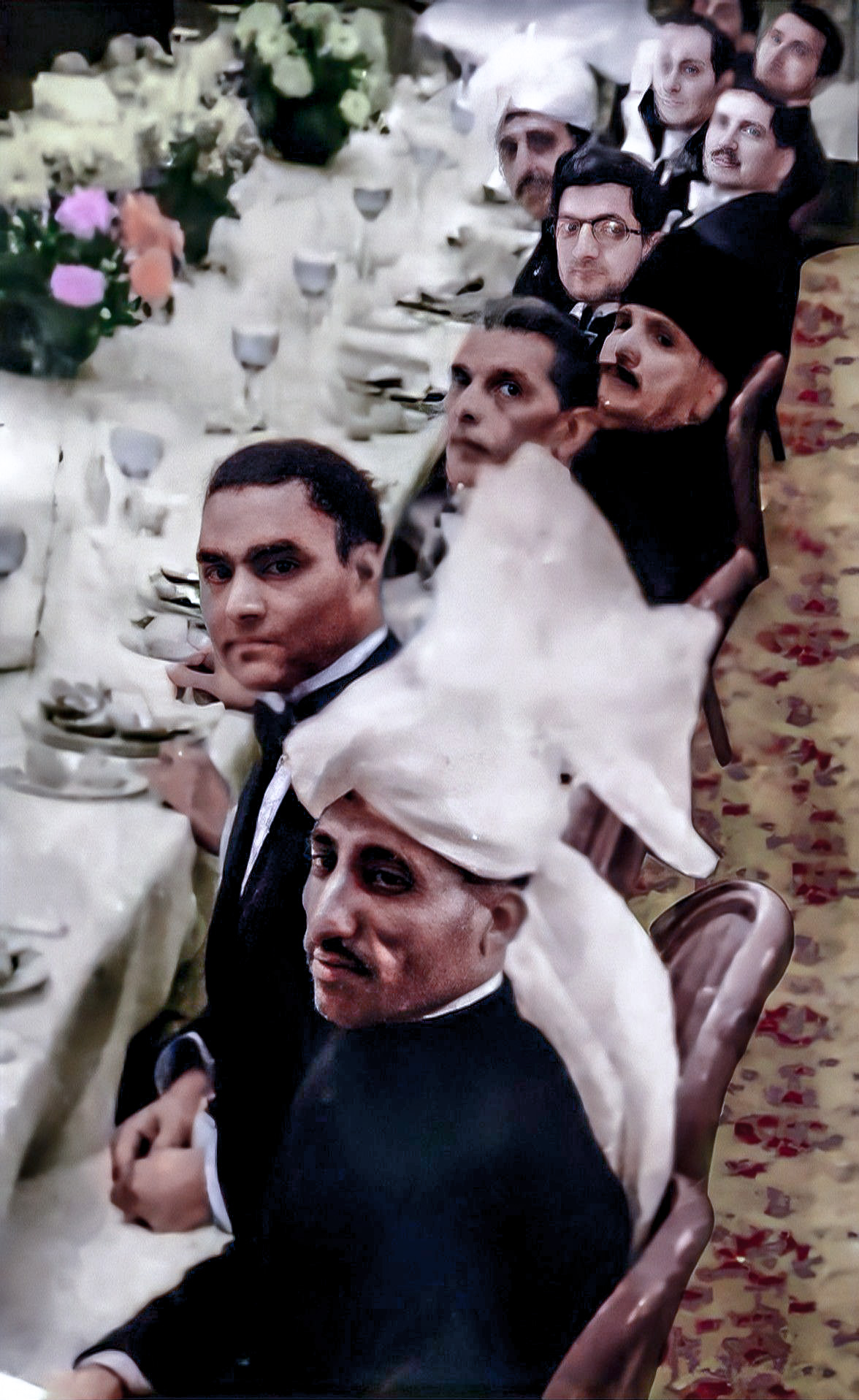
Jinnah assegut amb Iqbal a la conferència de la taula rodona

La ben documentada influència d'Iqbal sobre Jinnah, pel que fa a prendre el lideratge en la creació del Pakistan, ha estat descrita com a «significativa», «poderosa» i fins i tot «inqüestionable» pels estudiosos. Iqbal també ha estat citat com una força influent per convèncer Jinnah perquè acabi amb el seu exili autoimposat a Londres i torni a entrar a la política de l'Índia. Inicialment, però, Iqbal i Jinnah eren opositors, ja que Iqbal creia que a Jinnah no li importaven les crisis que enfrontava la comunitat musulmana durant el Raj britànic. Segons Akbar S. Ahmed, això va començar a canviar durant els últims anys d'Iqbal abans de la seva mort el 1938. Iqbal va aconseguir gradualment convertir en Jinnah al seu punt de vista, que finalment va acceptar Iqbal com el seu mentor. Ahmed comenta que en les seves anotacions a les cartes d'Iqbal, Jinnah va expressar la seva solidaritat amb l'opinió d'Iqbal: que els musulmans indis necessitaven una pàtria separada.
La influència d'Iqbal també va donar a Jinnah una apreciació més profunda per la identitat musulmana. L'evidència d'aquesta influència es va començar a revelar a partir de 1937. Jinnah no només va començar a fer ressò d'Iqbal en els seus discursos, sinó que va començar a utilitzar el simbolisme islàmic i va començar a dirigir les seves adreces als desfavorits. Ahmed va notar un canvi en les paraules de Jinnah: tot i que encara defensava la llibertat de religió i la protecció de les minories, el model al qual aspirava ara era el del profeta Mahoma, més que el d'un polític laic. Ahmed afirma a més que aquells estudiosos que han pintat el posterior Jinnah com a secular han mal interpretat els seus discursos que, segons ell, s'han de llegir en el context de la història i la cultura islàmiques. En conseqüència, la imatgeria de Jinnah del Pakistan va començar a fer-se evident que havia de tenir una naturalesa islàmica. S'ha vist que aquest canvi durarà la resta de la vida de Jinnah. Va continuar agafant idees «directament d'Iqbal, incloent-hi els seus pensaments sobre la unitat musulmana, sobre els ideals islàmics de llibertat, justícia i igualtat, sobre economia i fins i tot sobre pràctiques com ara les oracions».
En un discurs l'any 1940, dos anys després de la mort d'Iqbal, Jinnah va expressar la seva preferència per implementar la visió d'Iqbal per a un Pakistan islàmic encara que això signifiqués que ell mateix mai lideraria una nació. Jinnah va declarar: «Si visc per veure com s'aconsegueix l'ideal d'un estat musulmà a l'Índia, i després em van oferir triar entre les obres d'Iqbal i el govern de l'estat musulmà, preferiria el primer».

### Segona Guerra Mundial i Resolució de Lahore

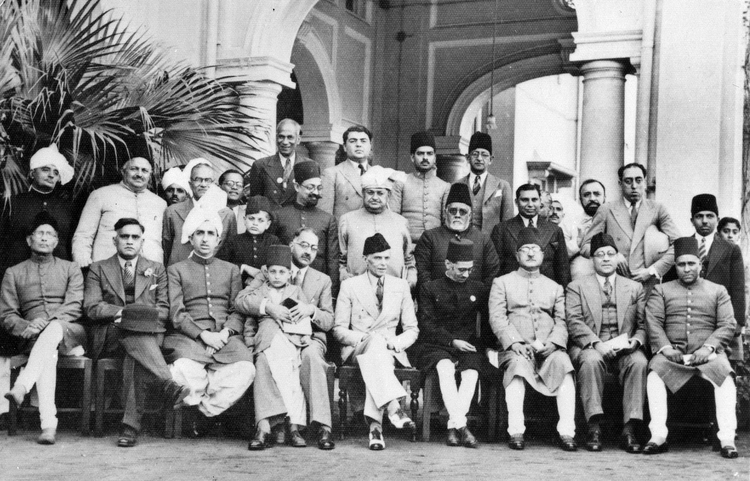
Els líders de la Lliga Musulmana, 1940. Jinnah està assegut al centre.

El 3 de setembre de 1939, el primer ministre britànic Neville Chamberlain va anunciar l'inici de la guerra amb l'Alemanya nazi. L'endemà, el virrei, Lord Linlithgow, sense consultar els líders polítics indis, va anunciar que l'Índia havia entrat a la guerra juntament amb la Gran Bretanya. Hi va haver protestes generalitzades a l'Índia. Després de reunir-se amb Jinnah i amb Gandhi, Linlithgow va anunciar que les negociacions sobre l'autogovern es van suspendre mentre durés la guerra. El Congrés del 14 de setembre va exigir la independència immediata amb una assemblea constituent per decidir una constitució; quan això va ser rebutjat, els seus vuit governs provincials van dimitir el 10 de novembre i els governadors d'aquelles províncies després van governar per decret durant la resta de la guerra. Jinnah, en canvi, estava més disposat a acomodar els britànics, i aquests, al seu torn, el van reconèixer cada cop més a ell i a la Lliga com a representants dels musulmans de l'Índia. Jinnah va declarar més tard, «després que comencés la guerra... Em van tractar de la mateixa manera que el senyor Gandhi. Em va sorprendre per què em van ascendir i em van donar un lloc al costat del senyor Gandhi». Tot i que la Lliga no va donar suport activament a l'esforç de guerra britànic, tampoc van intentar obstruir-lo.

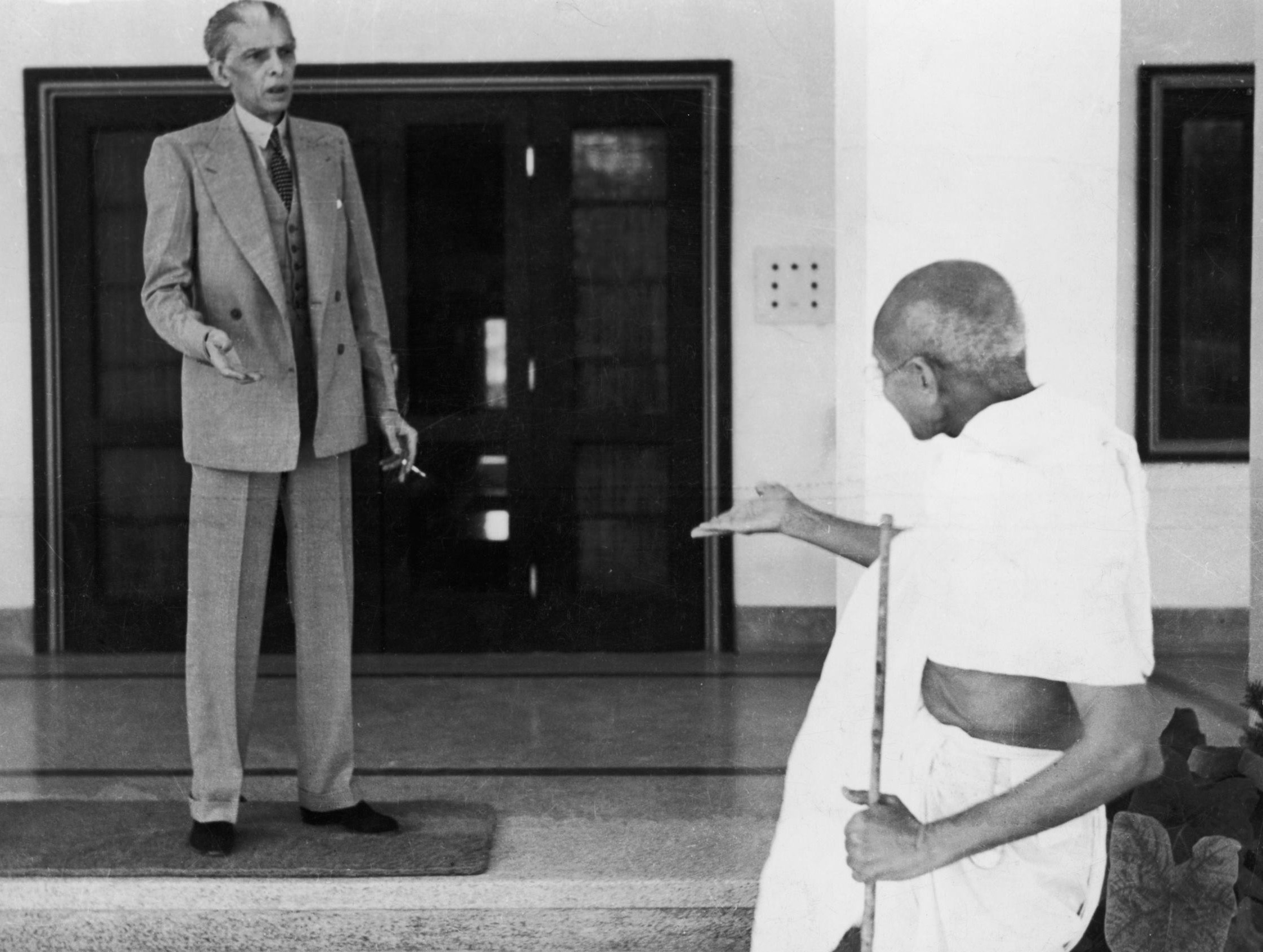
Jinnah i Gandhi discutint el 1939

Amb els britànics i els musulmans fins a cert punt cooperant, el virrei va demanar a Jinnah una expressió de la posició de la Lliga Musulmana sobre l'autogovern, confiat que seria molt diferent de la del Congrés. Per arribar a aquesta posició, el Comitè de Treball de la Lliga es va reunir durant quatre dies el febrer de 1940 per establir els termes de referència d'un subcomitè constitucional. El Comitè de Treball va demanar que el subcomitè tornés amb una proposta que donaria lloc a «dominis independents en relació directa amb la Gran Bretanya» on els musulmans eren dominants. El 6 de febrer, Jinnah va informar al virrei que la Lliga Musulmana exigiria la partició en comptes de la federació contemplada a la Llei de 1935. La Resolució de Lahore (de vegades anomenada «Resolució del Pakistan», encara que no conté aquest nom), basada en el treball del subcomitè, va abraçar la Teoria de les Dues Nacions i va demanar una unió de les províncies de majoria musulmana al nord-oest de Índia britànica, amb total autonomia. S'havien d'atorgar drets similars a les zones de majoria musulmana a l'est i proteccions no especificades a les minories musulmanes d'altres províncies. La resolució va ser aprovada per la sessió de la Lliga a Lahore el 23 de març de 1940.

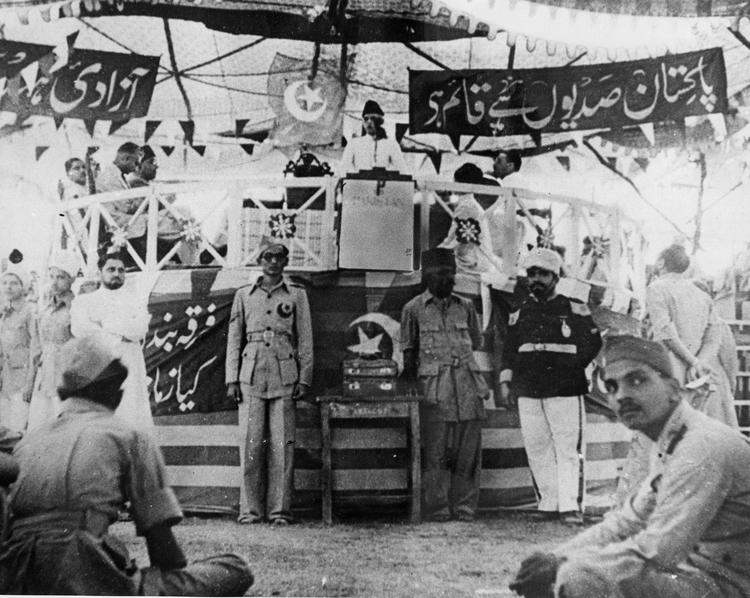
Jinnah fa un discurs a Nova Delhi, 1943

La reacció de Gandhi a la Resolució de Lahore es va silenciar; ho va titllar de «desconcertant», però va dir als seus deixebles que els musulmans, igual que altres pobles de l'Índia, tenien dret a l'autodeterminació. Els líders del Congrés eren més vocals; Jawaharlal Nehru es va referir a Lahore com «les propostes fantàstiques de Jinnah», mentre que Chakravarti Rajagopalachari va considerar les opinions de Jinnah sobre la partició «un signe d'una mentalitat malalta». Linlithgow es va reunir amb Jinnah el juny de 1940, poc després que Winston Churchill es convertís en el primer ministre britànic, i a l'agost va oferir tant al Congrés com a la Lliga un acord pel qual a canvi del suport total per a la guerra, Linlithgow permetria a l'Índia. representació als seus principals consells de guerra. El virrei va prometre un òrgan representatiu després de la guerra per determinar el futur de l'Índia i que no s'imposaria cap acord futur davant les objeccions d'una gran part de la població. Això no va ser satisfactori ni per al Congrés ni per a la Lliga, tot i que Jinnah estava satisfet que els britànics haguessin avançat cap a reconèixer a Jinnah com a representant dels interessos de la comunitat musulmana. Jinnah es va mostrar reticent a fer propostes específiques sobre els límits del Pakistan, o les seves relacions amb Gran Bretanya i amb la resta del subcontinent, per por que qualsevol pla precís dividiria la Lliga.
L'atac japonès a Pearl Harbor el desembre de 1941 va portar els Estats Units a la guerra. En els mesos següents, els japonesos van avançar al sud-est asiàtic i el gabinet britànic va enviar una missió dirigida per Sir Stafford Cripps per intentar conciliar els indis i fer que donessin completament suport a la guerra. Cripps va proposar donar a algunes províncies el que es va anomenar l'«opció local» de romandre fora d'un govern central indi durant un període o de manera permanent, per convertir-se en dominis pel seu compte o formar part d'una altra confederació. La Lliga Musulmana estava lluny d'estar segura de guanyar els vots legislatius que serien necessaris perquè províncies mixtes com Bengala i Punjab es separessin, i Jinnah va rebutjar les propostes perquè no reconeixien prou el dret a existir del Pakistan. El Congrés també va rebutjar el pla Cripps, exigint concessions immediates que Cripps no estava disposat a donar. Malgrat el rebuig, Jinnah i la Lliga van veure que la proposta de Cripps reconeixia el Pakistan en principi.

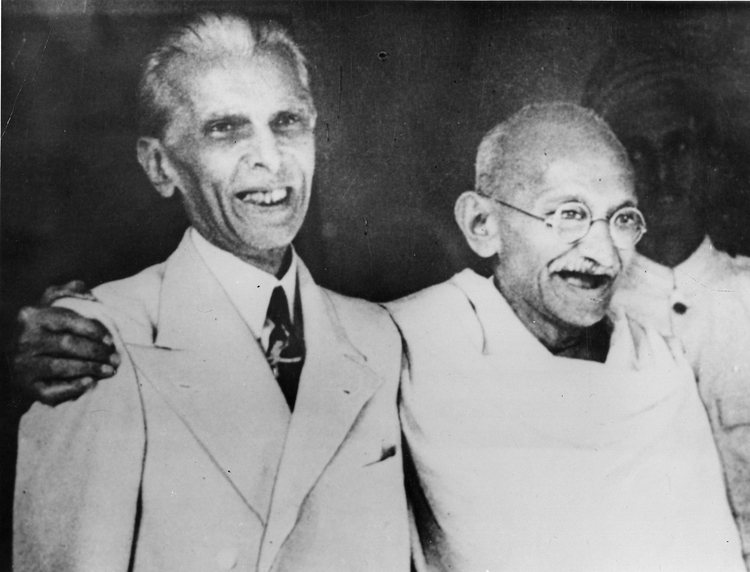
Jinnah amb Mohandas Gandhi a Bombai, 1944

El Congrés va seguir la fallida missió de Cripps exigint, l'agost de 1942, que els britànics «Quit India» immediatament, proclamant una campanya massiva de satyagraha fins que ho fessin. Els britànics van arrestar ràpidament la majoria dels principals líders del Congrés i els van empresonar durant la resta de la guerra. Gandhi, però, va ser posat en arrest domiciliari en un dels palaus de l'Aga Khan abans del seu alliberament per motius de salut el 1944. Amb els líders del Congrés absents de l'escena política, Jinnah va advertir contra l'amenaça de la dominació hindú i va mantenir la seva demanda pakistanesa sense entrar en grans detalls sobre el que això implicaria. Jinnah també va treballar per augmentar el control polític de la Lliga a nivell provincial. Va ajudar a fundar el diari Dawn a principis dels anys quaranta a Delhi; va ajudar a difondre el missatge de la Lliga i finalment es va convertir en el principal diari en llengua anglesa del Pakistan.
El setembre de 1944, Jinnah va acollir Gandhi, recentment alliberat del confinament, a la seva casa de Malabar Hill a Bombai. Van seguir dues setmanes de converses entre ells, que no van arribar a cap acord. Jinnah va insistir que el Pakistan fos concedit abans de la sortida britànica i que es produís immediatament, mentre que Gandhi va proposar que els plebiscits sobre la partició es produïssin en algun moment després que l'Índia unida aconseguís la seva independència. A principis de 1945, Liaquat i el líder del Congrés Bhulabhai Desai es van reunir, amb l'aprovació de Jinnah, i van acordar que després de la guerra, el Congrés i la Lliga haurien de formar un govern provisional amb els membres del Consell Executiu del Virrei per ser nomenats pel Congrés i la Lliga en igual nombre. Quan la direcció del Congrés va ser alliberada de la presó el juny de 1945, van repudiar l'acord i van censurar a Desai per actuar sense l'autoritat adequada.

### Postguerra

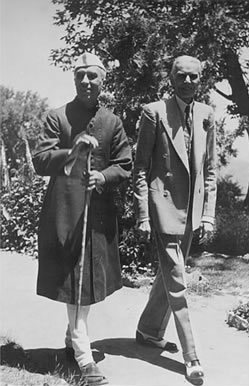
Nehru (esquerra) i Jinnah caminen junts a Simla, 1946

El mariscal de camp vescomte Wavell va succeir a Linlithgow com a virrei el 1943. El juny de 1945, després de l'alliberament dels líders del Congrés, Wavell va convocar una conferència i va convidar les principals figures de les diferents comunitats a reunir-se amb ell a Simla. Va proposar un govern temporal en la línia que Liaquat i Desai havien acordat. No obstant això, Wavell no estava disposat a garantir que només els candidats de la Lliga fossin col·locats als escons reservats als musulmans. La resta de grups convidats van presentar llistes de candidats al virrei. Wavell va tallar la conferència a mitjans de juliol sense buscar més un acord; amb unes eleccions generals britàniques imminents, el govern de Churchill no creia que pogués continuar.
Els votants britànics van retornar Clement Attlee i el seu Partit Laborista al govern més tard al juliol. Attlee i el seu secretari d'estat per a l'Índia, Lord Frederick Pethick-Lawrence, van ordenar immediatament una revisió de la situació índia. Jinnah no va fer cap comentari sobre el canvi de govern, però va convocar una reunió del seu Comitè de Treball i va emetre una declaració demanant noves eleccions a l'Índia. La Lliga tenia influència a nivell provincial als estats de majoria musulmana majoritàriament per aliança, i Jinnah creia que, donada l'oportunitat, la Lliga milloraria la seva posició electoral i donaria suport addicional a la seva afirmació de ser l'únic portaveu dels musulmans. Wavell va tornar a l'Índia al setembre després de consultar amb els seus nous mestres a Londres; Poc després es van anunciar eleccions, tant per al centre com per a les províncies. Els britànics van indicar que la formació d'un òrgan de constitució seguiria les votacions.

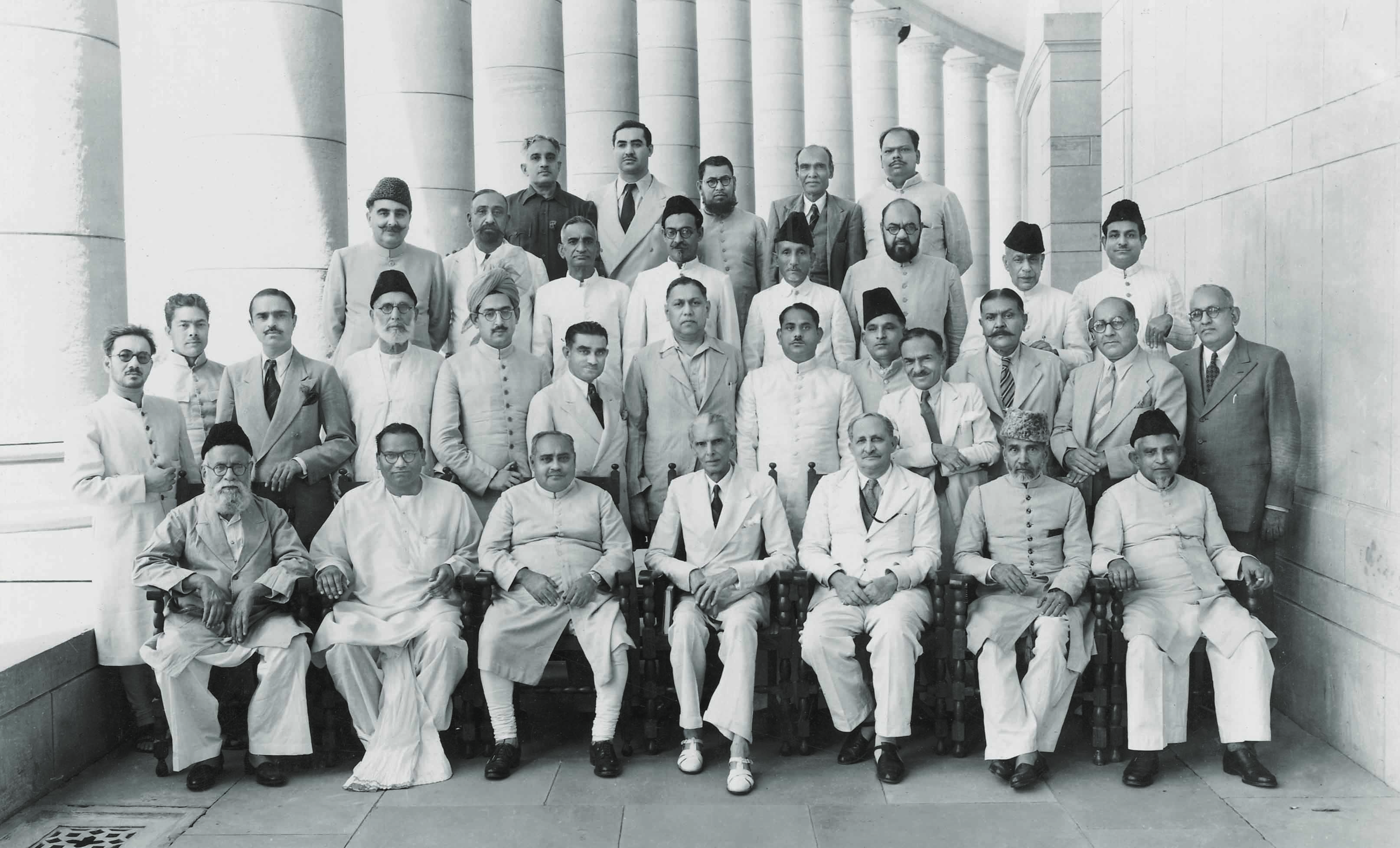
Jinnah amb els líders de la Lliga Musulmana al passadís de l'Assemblea Legislativa Central a Nova Delhi el 1946.

La Lliga Musulmana va declarar que faria campanya sobre un sol tema: el Pakistan. Parlant a Ahmedabad, Jinnah es va fer ressò d'això: «El Pakistan és una qüestió de vida o mort per a nosaltres». A les eleccions de desembre de 1945 per a l’Assemblea Constituent de l'Índia, la Lliga va guanyar tots els escons reservats als musulmans. A les eleccions provincials del gener de 1946, la Lliga va obtenir el 75% dels vots musulmans, un augment del 4,4% el 1937. Segons el seu biògraf Bolitho, «Aquesta va ser l'hora gloriosa de Jinnah: les seves ardues campanyes polítiques, les seves solides creences. i les reclamacions, finalment es van justificar». Wolpert va escriure que la mostra electoral de la Lliga «semblava demostrar l'atractiu universal del Pakistan entre els musulmans del subcontinent». El Congrés va dominar l'assemblea central no obstant això, tot i que va perdre quatre escons de la seva força anterior.

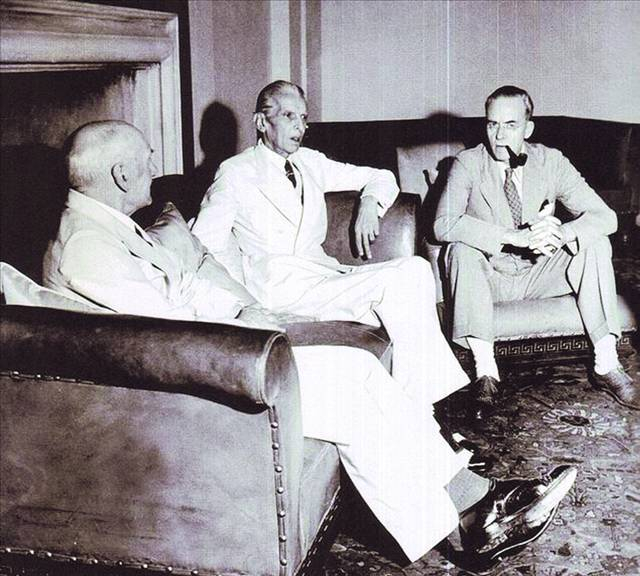
Jinnah amb Stafford Cripps (dreta) i Pethick-Lawrence (esquerra)

El febrer de 1946, el gabinet britànic va decidir enviar una delegació a l'Índia per negociar amb els líders d'allà. Aquesta missió del gabinet incloïa Cripps i Pethick-Lawrence. La delegació de més alt nivell per intentar sortir de l'impasse, va arribar a Nova Delhi a finals de març. S'havia fet poca negociació des de l'octubre anterior a causa de les eleccions a l'Índia. Els britànics al maig van publicar un pla per a un estat indi unit que comprenia províncies substancialment autònomes, i van demanar «grups» de províncies formats sobre la base de la religió. Matèries com la defensa, les relacions exteriors i les comunicacions serien gestionades per una autoritat central. Les províncies tindrien l'opció d'abandonar totalment el sindicat, i hi hauria un govern interí amb representació del Congrés i de la Lliga. Jinnah i el seu Comitè de Treball van acceptar aquest pla al juny, però es va trencar per la qüestió de quants membres del govern provisional tindrien el Congrés i la Lliga, i pel desig del Congrés d'incloure un membre musulmà a la seva representació. Abans de marxar de l'Índia, els ministres britànics van declarar que tenien la intenció d'inaugurar un govern provisional encara que un dels grups principals no volia participar-hi.
El Congrés es va incorporar aviat al nou ministeri indi. La Lliga va ser més lenta en fer-ho, no va entrar fins a l'octubre de 1946. En acceptar que la Lliga s'unís al govern, Jinnah va abandonar les seves demandes de paritat amb el Congrés i un veto sobre qüestions relacionades amb els musulmans. El nou ministeri es va reunir enmig d'un teló de fons de disturbis, especialment a Calcuta. El Congrés volia que el virrei convoqués immediatament l'assemblea constituent i comencés el treball d'escriure una constitució i va considerar que els ministres de la Lliga haurien d'unir-se a la petició o renunciar al govern. Wavell va intentar salvar la situació enviant líders com Jinnah, Liaquat i Jawaharlal Nehru a Londres el desembre de 1946. Al final de les converses, els participants van emetre una declaració que la constitució no s'imposaria a cap part de l'Índia no desitjada. A la tornada de Londres, Jinnah i Liaquat es van aturar al Caire durant diversos dies de reunions panislàmiques.
El Congrés va aprovar la declaració conjunta de la conferència de Londres sobre la dissidència furiosa d'alguns elements. La Lliga es va negar a fer-ho i no va participar en les discussions constitucionals. Jinnah havia estat disposada a considerar alguns enllaços continuats amb l'Hindustan (com a vegades es referia a l'estat de majoria hindú que es formaria en partició), com ara un exèrcit conjunt o comunicacions. Tanmateix, al desembre de 1946, va insistir en un Pakistan totalment sobirà amb estatus de domini.
Després del fracàs del viatge a Londres, Jinnah no tenia pressa per arribar a un acord, considerant que el temps li permetria guanyar les províncies indivises de Bengala i Punjab per al Pakistan, però aquestes províncies riques i poblades tenien minories no musulmanes importants, cosa que complicava. un assentament. El ministeri d'Attlee desitjava una ràpida sortida britànica del subcontinent, però tenia poca confiança en Wavell per aconseguir aquest objectiu. A partir del desembre de 1946, els funcionaris britànics van començar a buscar un successor virreinal de Wavell, i aviat es van fixar en l'almirall Lord Mountbatten de Birmània, un líder de guerra popular entre els conservadors com a besnét de la reina Victòria i entre els laboristes per les seves opinions polítiques.

### Mountbatten i la independència

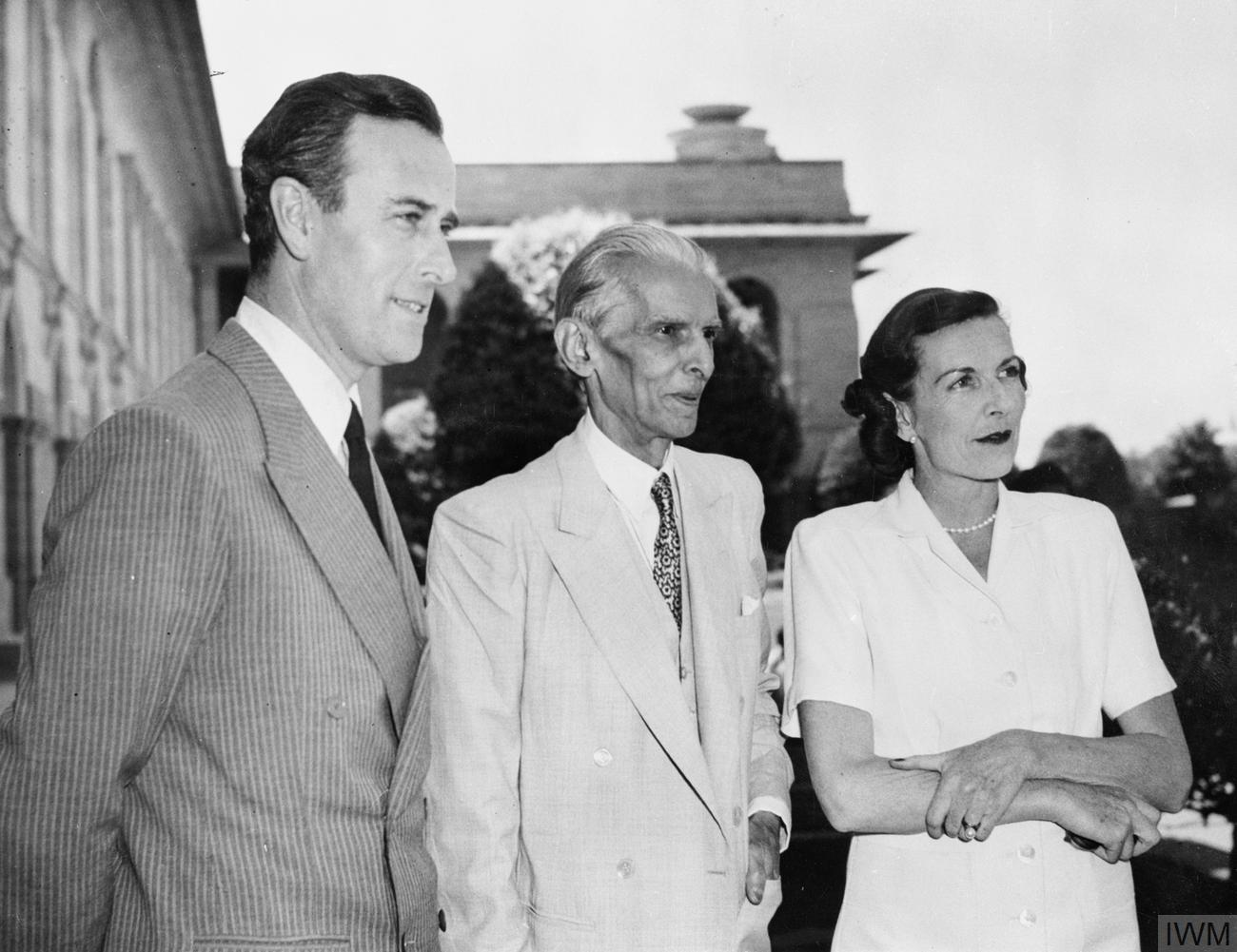
Lord Louis Mountbatten i la seva dona Edwina Mountbatten amb Jinnah el 1947

El 20 de febrer de 1947, Attlee va anunciar el nomenament de Mountbatten i que Gran Bretanya transferiria el poder a l'Índia a tot tardar el juny de 1948. Mountbatten va prendre possessió com a virrei el 24 de març de 1947, dos dies després de la seva arribada a l'Índia. Aleshores, el Congrés havia arribat a la idea de la partició. Nehru va declarar l'any 1960, «la veritat és que érem homes cansats i ens anàvem fent grans... El pla per a la partició va oferir una sortida i la vam agafar». Els líders del Congrés van decidir que haver lligat vagament les províncies de majoria musulmana com a part d'una futura Índia no valia la pena la pèrdua del poderós govern al centre del qual ells No obstant això, el Congrés va insistir que si Pakistan s'havia d'independitzar, Bengala i Punjab s'haurien de dividir.
Mountbatten havia estat advertit en els seus documents informatius que Jinnah seria el seu «client més dur» que havia demostrat ser una molèstia crònica perquè «ningú en aquest país [l'Índia] havia entrat fins ara a la ment de Jinnah». Els homes es van reunir durant sis dies a partir del 5 d'abril. Les sessions van començar a la lleugera quan Jinnah, fotografiat entre Louis i Edwina Mountbatten, va fer broma «Una rosa entre dues espines» que el virrei va agafar, potser gratuïtament, com a prova que el líder musulmà havia planificat prèviament la seva broma però s'esperava que el virrei es situaria al mig. Mountbatten no estava favorablement impressionat amb Jinnah, expressant repetidament frustració al seu personal per la insistència de Jinnah en el Pakistan davant tots els arguments.

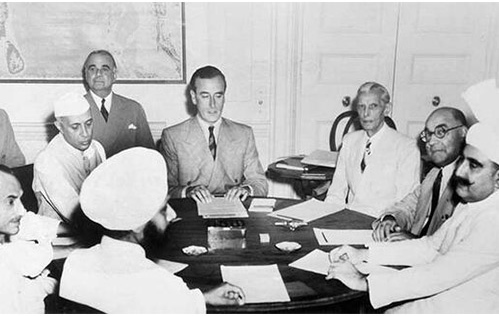
Mountbatten es troba amb Jinnah, Nehru i altres líders per planificar la partició de l'Índia

Jinnah temia que, al final de la presència britànica al subcontinent, passarien el control a l'assemblea constituent dominada pel Congrés, posant els musulmans en desavantatge per intentar guanyar l'autonomia. Va exigir que Mountbatten dividís l'exèrcit abans de la independència, que trigaria almenys un any. Mountbatten havia esperat que els acords posteriors a la independència incloguessin una força de defensa comuna, però Jinnah considerava essencial que un estat sobirà tingués les seves pròpies forces. Mountbatten es va reunir amb Liaquat el dia de la seva darrera sessió amb Jinnah i va concloure, tal com va dir a Attlee i al gabinet al maig, que «havia quedat clar que la Lliga Musulmana recorreria a les armes si el Pakistan d'alguna manera no fos concedit». El virrei també es va veure influenciat per la reacció musulmana negativa a l'informe constitucional de l'assemblea, que preveia amplis poders per al govern central posterior a la independència.
El 2 de juny de 1947, el virrei va donar el pla definitiu als líders indis: el 15 d'agost, els britànics lliurarien el poder a dos dominis. Les províncies votarien sobre si continuar a l'assemblea constituent existent o tenir-ne una de nova, és a dir, unir-se al Pakistan. Bengala i Punjab també votarien, tant sobre la qüestió de a quina assemblea unir-se com sobre la partició. Una comissió de límits determinaria les línies finals a les províncies partides. Els plebiscits tindrien lloc a la província de la frontera del nord-oest (que no tenia un govern de la Lliga malgrat una població majoritàriament musulmana), i al districte majoritàriament musulmà de Sylhet d’Assam, adjacent a Bengala oriental. El 3 de juny, Mountbatten, Nehru, Jinnah i el líder sikh Baldev Singh van fer l'anunci formal per ràdio. Jinnah va concloure el seu discurs amb «Pakistan Zindabad» (Visca el Pakistan), que no figurava al guió. En les setmanes següents, Punjab i Bengala van emetre els vots que van donar lloc a la partició. Sylhet i el NWFP van votar a favor del Pakistan, una decisió a la qual es van unir les assemblees de Sind i Balutxistan.

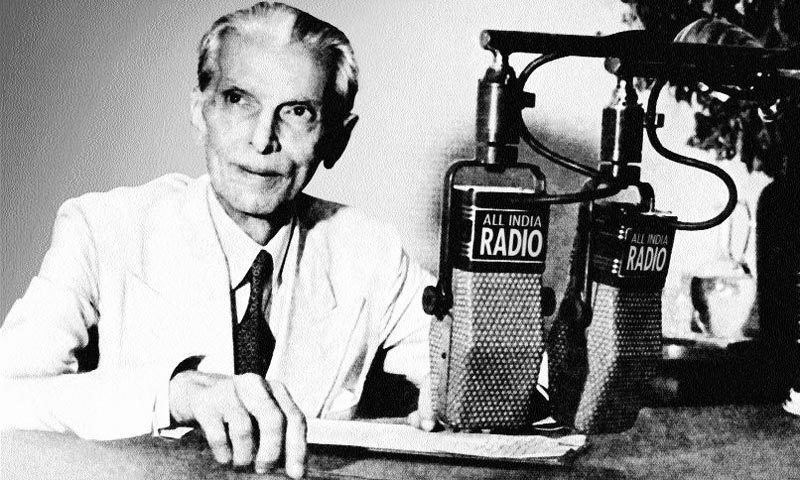
Jinnah anunciant la creació del Pakistan per All India Radio el 3 de juny de 1947

El 4 de juliol de 1947, Liaquat va demanar a Mountbatten en nom de Jinnah que recomanés al rei britànic, Jordi VI, que Jinnah fos nomenat primer governador general del Pakistan. Aquesta sol·licitud va enfadar Mountbatten, que esperava tenir aquesta posició als dos dominis —seria el primer governador general de l'Índia després de la independència—, però Jinnah va pensar que Mountbatten probablement afavoriria el nou estat de majoria hindú per la seva proximitat a Nehru. A més, el governador general inicialment seria una figura poderosa, i Jinnah no confiava en ningú més per assumir aquest càrrec. Tot i que la Comissió de Límits, dirigida per l'advocat britànic Sir Cyril Radcliffe, encara no havia informat, ja hi havia moviments massius de poblacions entre les futures nacions, així com violència sectària. Jinnah va organitzar vendre la seva casa a Bombai i en va adquirir una de nova a Karachi. El 7 d'agost, Jinnah, amb la seva germana i el seu personal proper, va volar de Delhi a Karachi a l'avió de Mountbatten, i mentre l'avió rodava, se li va sentir murmurar: «Això és el final». L'11 d'agost, va presidir la nova assemblea constituent del Pakistan a Karachi, i els va dir: «Vosaltres sou lliures; sou lliures d'anar als vostres temples, sou lliures d'anar als vostres temples. mesquites o a qualsevol altre lloc de culte d'aquest estat del Pakistan... Pots pertànyer a qualsevol religió, casta o credo, que no tingui res a veure amb els negocis de l'Estat... Crec que hauríem de tenir-ho davant nostre com el nostre ideal i trobareu que amb el temps els hindús deixarien de ser hindús i els musulmans deixarien de ser musulmans, no en el sentit religiós, perquè aquesta és la fe personal de cadascú. individual, però en el sentit polític com a ciutadans de l'Estat». El 14 d'agost, el Pakistan es va independitzar; Jinnah va dirigir les celebracions a Karachi. Un observador va escriure: «Aquí hi ha el rei emperador del Pakistan, arquebisbe de Canterbury, orador i primer ministre concentrat en un formidable Quaid-e-Azam».

## Governador general

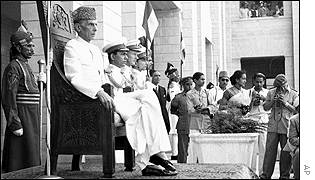
Jinnah durant la cerimònia de prestació del jurament com a governador general

La Línia Radcliffe, que dividia Bengala i Punjab, va completar el seu treball i va informar a Mountbatten el 12 d'agost; l'últim virrei va mantenir els mapes fins al dia 17, sense voler espatllar les celebracions de la independència d'ambdues nacions. Ja hi havia hagut violència amb càrrega ètnica i moviment de poblacions; la publicació de la línia Radcliffe que dividia els nous estats va provocar migracions massives, assassinats i neteja ètnica. Molts del «costat equivocat» de les línies van fugir o van ser assassinats, o van assassinar altres, amb l'esperança de fer fets sobre el terreny que revertirien el veredicte de la comissió. Radcliffe va escriure en el seu informe que sabia que cap dels dos bàndols estaria content amb el seu premi; va declinar la seva quota per l'obra. Christopher Beaumont, el secretari privat de Radcliffe, va escriure més tard que Mountbatten «ha d'assumir la culpa, encara que no l'única, de les massacres al Panjab en què van morir entre 500.000 i un milió d'homes, dones i nens». Fins a 14,5 milions de persones es van traslladar entre l'Índia i el Pakistan durant i després de la partició. Jinnah va fer el que va poder pels vuit milions de persones que van emigrar al Pakistan; tot i que ja tenia més de 70 anys i fràgil per malalties pulmonars, va viatjar pel Pakistan Occidental i va supervisar personalment la prestació d'ajuda. Segons Ahmed, «El que Pakistan necessitava desesperadament en aquells primers mesos era un símbol de l'estat, un que unificaria la gent i els donés el coratge i la determinació per tenir èxit».

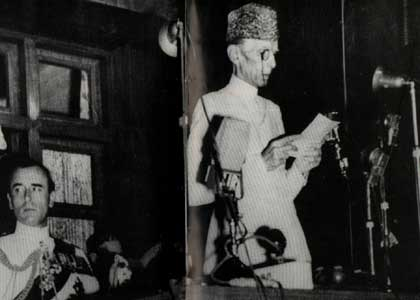
Jinnah parlant a l'Assemblea Constituent del Pakistan el 14 d'agost de 1947

Entre les regions inquietes de la nova nació hi havia la província de la frontera del nord-oest. El referèndum del juliol de 1947 s'havia vist contaminat per la baixa participació, ja que menys del 10% de la població podia votar. El 22 d'agost de 1947, just després d'una setmana de convertir-se en governador general, Jinnah va dissoldre el govern electe del Dr. Khan Abdul Jabbar Khan. Més tard, Abdul Qayyum Khan va ser posat al seu lloc per Jinnah a la província dominada per paixtus malgrat que era un caixmir. El 12 d'agost de 1948 es va produir la massacre de Babrra a Charsadda que va provocar la mort de 400 persones alineades amb el moviment Khudai Khidmatgar.
Juntament amb Liaquat i Abdur Rab Nishtar, Jinnah va representar els interessos del Pakistan al Consell de Divisió per dividir adequadament els béns públics entre l'Índia i el Pakistan. Se suposava que el Pakistan rebria una sisena part dels actius del govern anterior a la independència, dividits acuradament per acord, fins i tot especificant quants fulls de paper rebria cada bàndol. El nou estat indi, però, va tardar a complir, amb l'esperança de l'enfonsament del naixent govern pakistanès i la reunió. Pocs membres del Servei Civil de l'Índia i del Servei de Policia de l'Índia havien escollit Pakistan, la qual cosa va provocar escassetat de personal. La partició significava que per a alguns agricultors, els mercats per vendre els seus cultius es trobaven a l'altre costat d'una frontera internacional. Hi havia escassetat de maquinària, no tota la qual es va fabricar al Pakistan. A més del problema massiu dels refugiats, el nou govern va intentar salvar els cultius abandonats, establir seguretat en una situació caòtica i proporcionar serveis bàsics. Segons l'economista Yasmeen Niaz Mohiuddin en el seu estudi sobre el Pakistan, «tot i que el Pakistan va néixer amb vessament de sang i agitació, va sobreviure en els mesos inicials i difícils després de la partició només gràcies als enormes sacrificis fets pel seu poble i als esforços desinteressats del seu gran líder».
Els britànics que marxaven van aconsellar als Principats de l'Índia que escollissin si unir-se al Pakistan o a l'Índia. La majoria ho va fer abans de la independència, però els que es van resistir van contribuir al que s'han convertit en divisions duradores entre els dos estats. Els líders indis estaven enfadats pels intents de Jinnah de convèncer els prínceps de Jodhpur, Mewar, Bhopal i Indore d'unir-se al Pakistan; aquests tres últims estats principescos no limitaven amb Pakistan. Jodhpur el limitava i tenia tant una població de majoria hindú com un governant hindú. L'estat príncep costaner de Junagarh, que tenia una població majoritàriament hindú, va accedir al Pakistan el setembre de 1947, amb el dewan del seu governant, Sir Shah Nawaz Bhutto, lliurant personalment els documents d'adhesió a Jinnah. Però els dos estats sotmesos a la sobirania de Junagadh, Mangrol i Babriawar, van declarar la seva independència de Junagadh i van accedir a l'Índia. En resposta, el Nawab de Junagarh va ocupar militarment els dos estats. Posteriorment, l’exèrcit indi va ocupar el principat al novembre, forçant els seus antics líders, inclòs Bhutto, a fugir al Pakistan, començant la família políticament influent Bhutto.

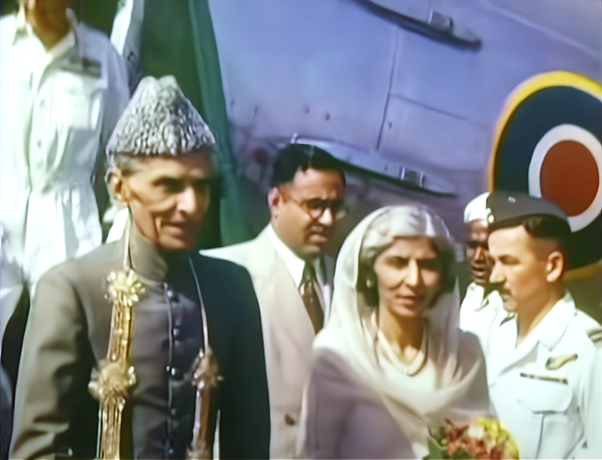
L'arribada de Jinnah a Lahore per discutir la crisi del Caixmir el 1948

La més polèmica de les disputes va ser, i continua sent, la de l'estat principesc de Caixmir. Tenia una població de majoria musulmana i un Maharajà hindú, Sir Hari Singh, que va frenar la seva decisió sobre quina nació s'hi unia. Amb la població en revolta l'octubre de 1947, ajudada pels irregulars pakistanesos, el maharajà va accedir a l'Índia; les tropes índies van ser transportades per aire. Jinnah es va oposar a aquesta acció i va ordenar que les tropes pakistaneses es traslladessin al Caixmir. L'exèrcit pakistanès encara estava comandat per oficials britànics, i l'oficial al comandament, el general Sir Douglas Gracey, va rebutjar l'ordre, afirmant que no es traslladaria al que considerava el territori d'una altre estat sense l'aprovació de l'autoritat superior, cosa que no va arribar. Jinnah va retirar l'ordre. Això no va aturar la violència allà, que va esclatar en la guerra indopakistanesa de 1947.
Alguns historiadors al·leguen que el fet de cortejar Jinnah amb els governants dels estats de majoria hindú i la seva aposta amb Junagadh són proves de mala intenció cap a l'Índia, ja que Jinnah havia promogut la separació per religió, tot i que va intentar aconseguir l'adhesió dels estats de majoria hindú. En el seu llibre Patel: A Life, Rajmohan Gandhi afirma que Jinnah esperava un plebiscit a Junagadh, sabent que Pakistan perdria, amb l'esperança que el principi s'establís per al Caixmir. No obstant això, quan Mountbatten va proposar a Jinnah que, en tots els estats prínceps on el governant no accedís a un domini corresponent a la població majoritària (que hauria inclòs Junagadh, Hyderabad i Caixmir), l'adhesió s'hagués de decidir per una «referència imparcial a la voluntat del poble», Jinnah va rebutjar l'oferta. Malgrat la Resolució 47 del Consell de Seguretat de les Nacions Unides, emesa a petició de l'Índia d'un plebiscit al Caixmir després de la retirada de les forces pakistaneses, això no s'ha produït mai.
El gener de 1948, el govern indi finalment va acceptar pagar al Pakistan la seva part dels actius de l'Índia britànica. Van ser impulsats per Gandhi, que va amenaçar amb un dejuni fins a la mort. Uns dies més tard, el 30 de gener, Gandhi va ser assassinat per Nathuram Godse, un nacionalista hindú, que creia que Gandhi era pro-musulmà. Després de saber sobre l'assassinat de Gandhi l'endemà, Jinnah va fer públicament una breu declaració de condol, anomenant Gandhi «un dels homes més grans produïts per la comunitat hindú».

El febrer de 1948, en una xerrada de ràdio dirigida al poble dels EUA, Jinnah va expressar les seves opinions sobre la constitució del Pakistan de la manera següent:
| « | L'Assemblea Constituent del Pakistan encara ha de redactar la Constitució del Pakistan, no sé quina serà la forma definitiva de la constitució, però estic segur que serà de tipus democràtic, encarnant els principis essencials de l'Islam. Avui són tan aplicables a la vida real com ho eren fa 1.300 anys. L'islam i el seu idealisme ens han ensenyat la democràcia. Ha ensenyat la igualtat de l'home, la justícia i el joc net a tothom. Som els hereus d'aquestes glorioses tradicions i estem plenament vius de les nostres responsabilitats i obligacions com a redactors de la futura constitució del Pakistan. | » |

Al març, Jinnah, malgrat la seva salut deteriorada, va fer la seva única visita posterior a la independència al Pakistan Oriental. En un discurs davant una multitud estimada en 300.000 persones, Jinnah va declarar (en anglès) que només l'urdú hauria de ser la llengua nacional, creient que es necessitava una única llengua perquè una nació es mantingui unida. El poble de parla bengalí del Pakistan oriental es va oposar fermament a aquesta política, i el 1971 la qüestió de la llengua oficial va ser un factor en la secessió de la regió per formar el país de Bangla Desh.

## Malaltia i mort

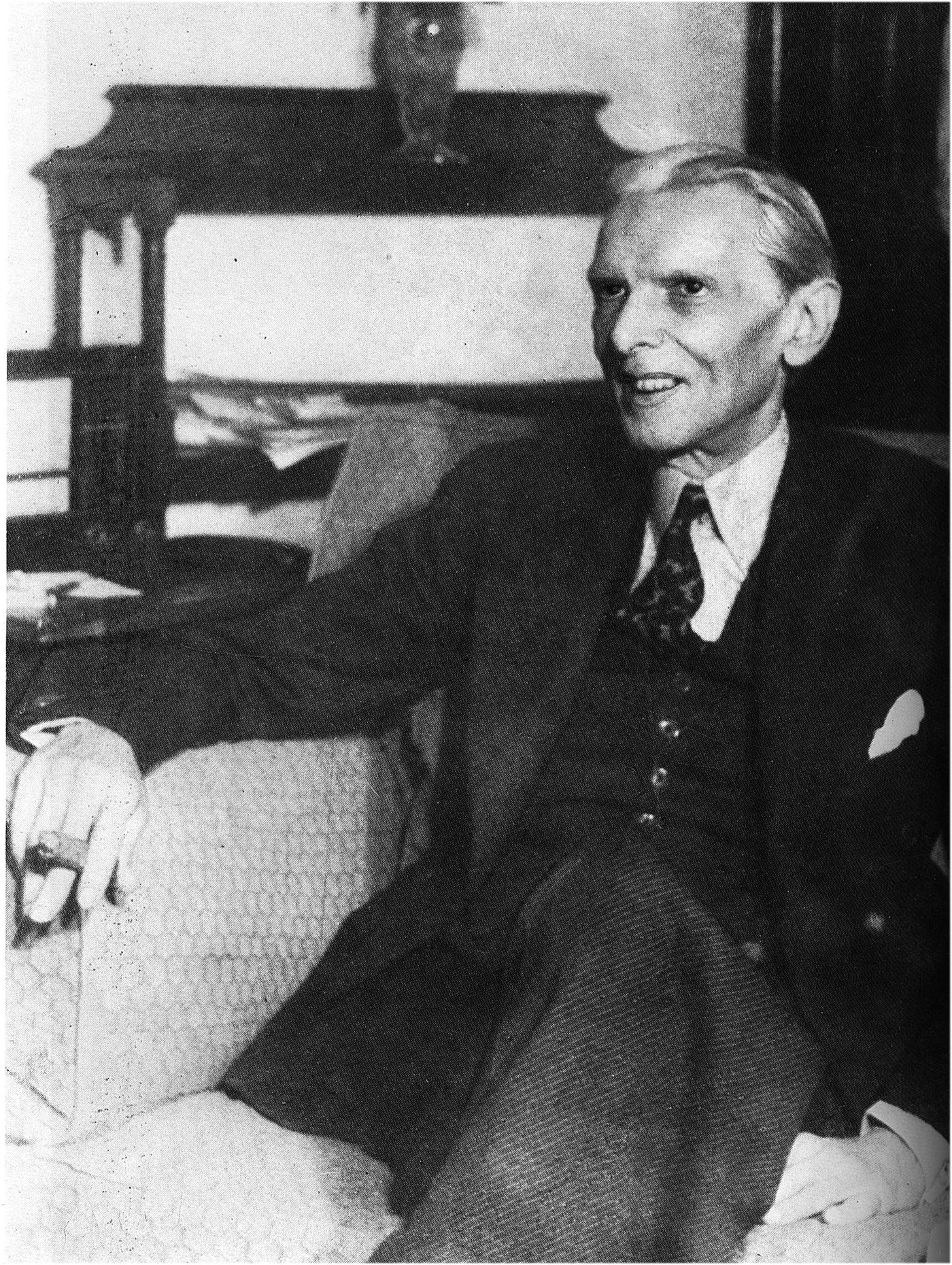
Jinnah fumant un cigar

A partir de la dècada de 1930, Jinnah va patir tuberculosi; només la seva germana i uns quants més propers a ell eren conscients del seu estat. Jinnah creia que el coneixement públic de les seves malalties pulmonars el perjudicaria políticament. En una carta de 1938, va escriure a un partidari que «deu haver llegit als diaris com durant les meves gires... Vaig patir, que no era perquè hi hagués res dolent amb mi, sinó que les irregularitats [de l'horari] i l'excés de tensió van afectar la meva salut». Molts anys després, Mountbatten va declarar que si hagués conegut a Jinnah. estava tan malalt físicament que s'hauria estancat, amb l'esperança que la mort de Jinnah evitaria la partició. Fatima Jinnah va escriure més tard, «fins i tot en la seva hora de triomf, el Quaid-e-Azam estava greument malalt. ... Va treballar en un frenesí per consolidar el Pakistan. I, per descomptat, va descuidar totalment la seva salut...» Jinnah va treballar amb una llauna de cigarrets «Craven A» al seu escriptori, dels quals havia fumat 50 o més al dia durant els 30 anys anteriors, així com una caixa de cigars cubans. A mesura que la seva salut va empitjorar, va prendre descansos cada cop més llargs a l'ala privada de la Casa del Govern de Karachi, on només ell, la Fàtima i els criats estaven permesos.
El juny de 1948, ell i Fàtima van volar a Quetta, a les muntanyes de Balutxistan, on el clima era més fresc que a Karachi. No va poder descansar del tot allà, dirigint-se als oficials del Col·legi de Comandament i d'Estat Major dient: «Vostè, juntament amb les altres Forces del Pakistan, sou els custodis de la vida, la propietat i l'honor del poble del Pakistan». Va tornar a Karachi per a la cerimònia d'obertura de l'1 de juliol del Banc Estatal del Pakistan, en la qual va parlar. Una recepció del comissari comercial canadenc aquella nit en honor al Dia del Domini va ser l'últim acte públic al qual va assistir.

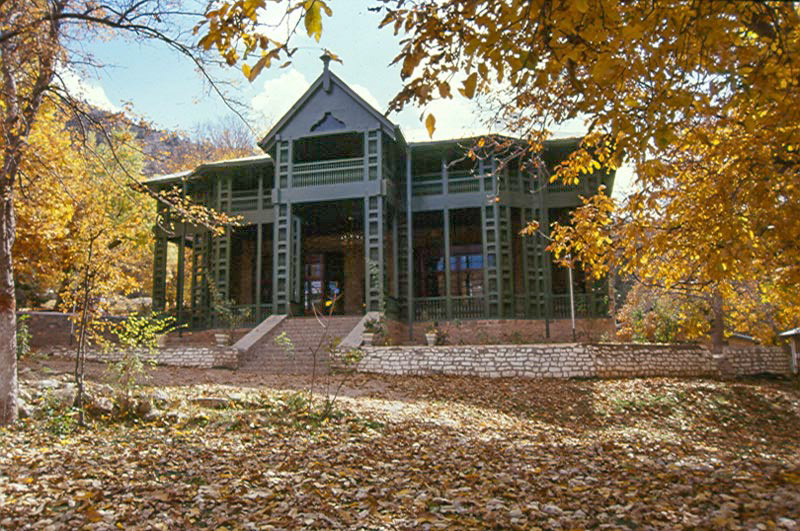
Jinnah va passar molts dels últims dies de la seva vida a la residència Quaid-e-Azam, Ziarat, Pakistan.

El 6 de juliol de 1948, Jinnah va tornar a Quetta, però després del consell dels metges, aviat va viatjar a un refugi encara més alt a Ziarat. Jinnah sempre s'havia mostrat reticent a rebre tractament mèdic, però adonant-se que el seu estat empitjorava, el govern pakistanès va enviar els millors metges que podia trobar per tractar-lo. Les proves van confirmar la tuberculosi i també van mostrar evidències de càncer de pulmó avançat. Va ser tractat amb el nou «medicament miracle» de l'estreptomicina, però no va ajudar. L'estat de Jinnah va continuar deteriorant-se malgrat les oracions d'Eid del seu poble. Va ser traslladat a la baixa altitud de Quetta el 13 d'agost, la vigília del Dia de la Independència, per la qual cosa es va publicar una declaració escrita per a ell. Malgrat l'augment de la gana (aleshores pesava poc més de 36 kg), els seus metges tenien clar que si havia de tornar a Karachi en vida, ho hauria de fer molt aviat. Jinnah, però, es va mostrar reticent a anar-hi, no desitjant que els seus ajudants el veiessin com un invàlid en una llitera.
El 9 de setembre, Jinnah també havia desenvolupat pneumònia. Els metges el van instar a tornar a Karachi, on podria rebre una millor atenció, i amb el seu acord, va ser traslladat allà el matí de l'11 de setembre. El doctor Ilahi Bux, el seu metge personal, creia que el canvi d'opinió de Jinnah va ser causat per la presciència de la mort. L'avió va aterrar a Karachi aquella tarda, per ser rebut per la limusina de Jinnah i una ambulància a la qual es va col·locar la llitera de Jinnah. L'ambulància es va espatllar a la carretera de la ciutat, i el governador general i els que l'acompanyaven van esperar que n'arribés una altra; no es podia col·locar al cotxe perquè no podia seure. Van esperar al costat de la carretera amb una calor opressiva mentre passaven camions i autobusos, inadequats per transportar l'home moribund i amb els seus ocupants sense saber la presència de Jinnah. Al cap d'una hora, va arribar l'ambulància de substitució i va transportar a Jinnah a la Casa del Govern, on va arribar més de dues hores després de l'aterratge. Jinnah va morir més tard aquella nit a les 10:20 pm a la seva casa de Karachi l'11 de setembre de 1948 als 71 anys, poc més d'un any després de la creació del Pakistan.

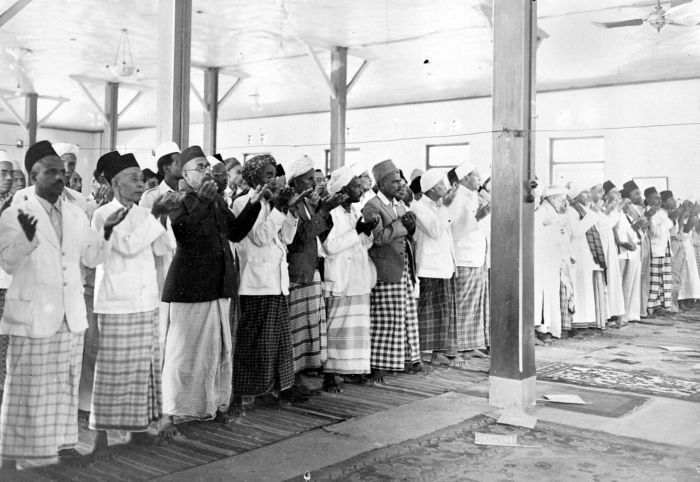
Els serveis especials i les oracions es van celebrar a la mesquita Kwitang de Jakarta (Indonèsia) després de la mort de Jinnah.

El primer ministre indi, Jawaharlal Nehru, va declarar a la mort de Jinnah: «Com el jutjarem? He estat molt enfadat amb ell sovint durant els últims anys. Però ara no hi ha amargor en el meu pensament d'ell, només una gran tristesa per tot el que ha estat... va tenir èxit en la seva recerca i va aconseguir el seu objectiu, però a quin preu i amb quina diferència respecte al que havia imaginat».

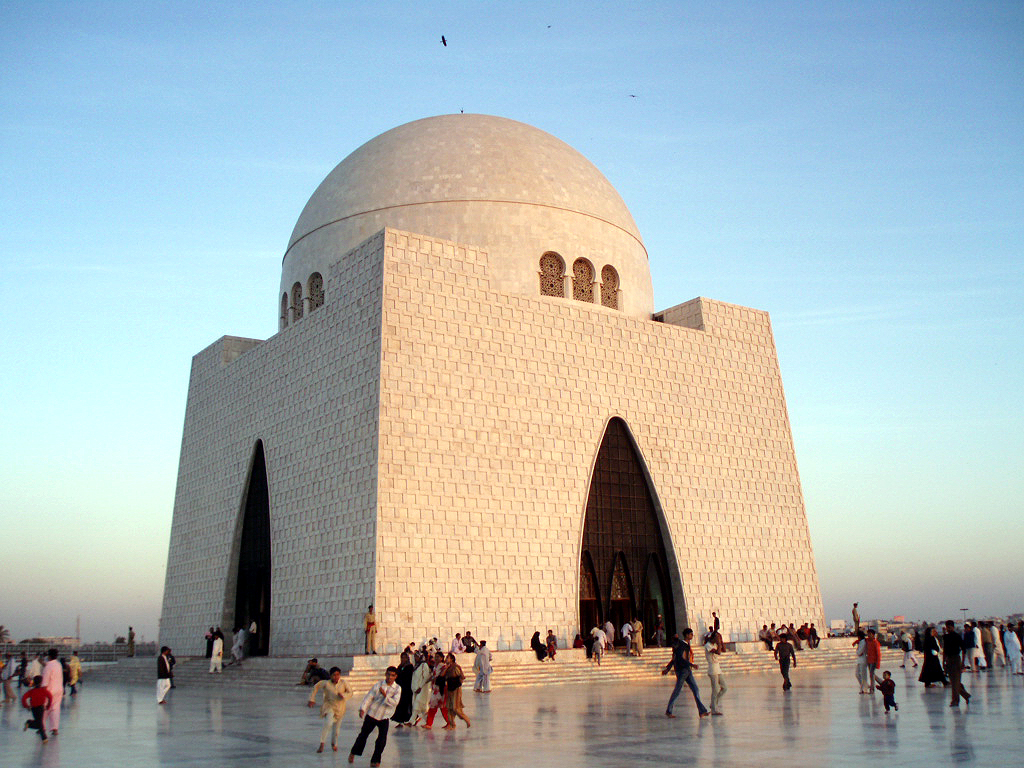
Tomba de Muhammad Ali Jinnah a Karachi

Jinnah va ser enterrat el 12 de setembre de 1948 enmig del dol oficial tant a l'Índia com al Pakistan; un milió de persones es van reunir per al seu funeral liderat per Shabbir Ahmad Usmani. El governador general indi C. Rajagopalachari va cancel·lar una recepció oficial aquell dia en honor al difunt líder. Avui, Jinnah descansa en un gran mausoleu de marbre, Mazar-e-Quaid, a Karachi.

### Conseqüències
A les eleccions presidencials de 1965, Fàtima Jinnah, aleshores coneguda com Madar-e-Millat ('Mare de la Nació'), es va convertir en el candidat presidencial d'una coalició de partits polítics que es van oposar al govern del president Ayub Khan, però no va tenir èxit.
La casa Jinnah a Malabar Hill, Bombai, està en poder del govern de l'Índia, però la qüestió de la seva propietat ha estat disputada pel govern del Pakistan. Jinnah havia demanat personalment al primer ministre Nehru que preservés la casa, amb l'esperança que algun dia pogués tornar a Bombai. Hi ha propostes perquè la casa s'ofereixi al govern del Pakistan per establir un consolat a la ciutat com a gest de bona voluntat, però Dina Wadia també havia reclamat la propietat.
Després de la mort de Jinnah, la seva germana Fàtima va demanar al tribunal que executés el testament de Jinnah segons la llei islàmica xiïta. Posteriorment, això es va convertir en part de l'argument al Pakistan sobre l'afiliació religiosa de Jinnah. Vali Nasr diu que Jinnah «era un ismaelí de naixement i un xiïta de dotze anys per confessió, tot i que no era un home religiosament observador». En una impugnació legal de 1970, Hussain Ali Ganji Walji va afirmar que Jinnah s'havia convertit a l'islam sunnita. El testimoni Syed Sharifuddin Pirzada va declarar al tribunal que Jinnah es va convertir a l'islam sunnita el 1901 quan les seves germanes es van casar amb sunnites. El 1970, la declaració jurada conjunta de Liaquat Ali Khan i Fàtima Jinnah que Jinnah era xiïta va ser rebutjada. Però el 1976 el tribunal va rebutjar l'afirmació de Walji que Jinnah era sunnita; acceptant-lo efectivament com a xiïta. El 1984 un tribunal superior va revocar el veredicte de 1976 i va sostenir que «el Quaid definitivament no era xiïta», cosa que va suggerir que Jinnah era sunnita. Segons el periodista Khaled Ahmed, Jinnah va tenir públicament una posició no sectària i «estava treballant per reunir els musulmans de l'Índia sota la bandera d'una fe musulmana general i no sota una identitat sectària divisoria». Liaquat H. Merchant, el nebot de Jinnah, escriu que «el Quaid no era xiïta; tampoc era sunnita, era simplement musulmà». Un eminent advocat que va exercir al Tribunal Superior de Bombai fins al 1940 va declarar que Jinnah solia pregar com a sunnita ortodoxa. Segons Akbar Ahmed, Jinnah es va convertir en un ferm musulmà sunnita al final de la seva vida.

## Llegat

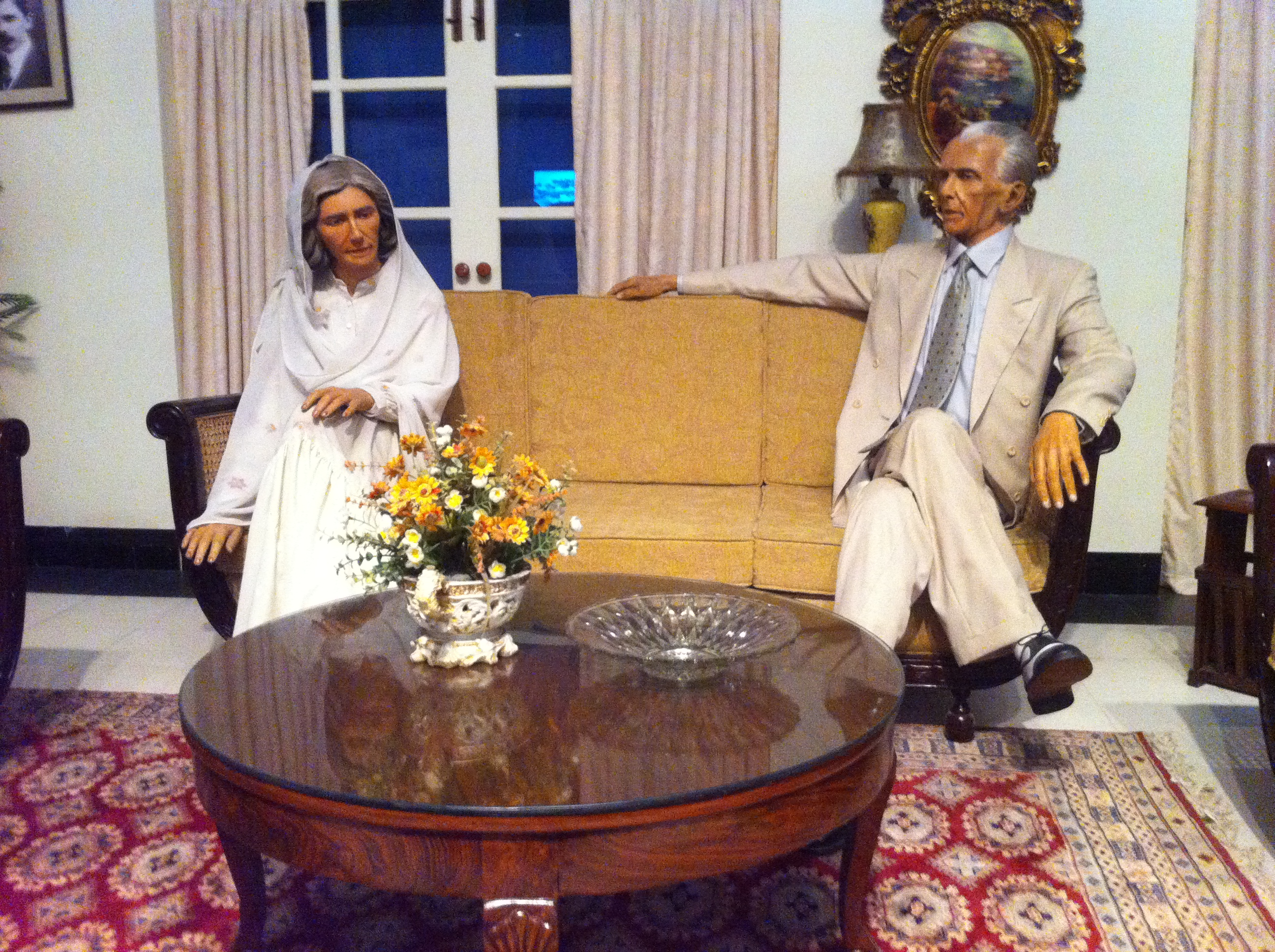
Jinnah i la seva germana Fàtima. Estàtues de cera al Museu Lok Virsa al Monument al Pakistan, Islamabad.

El llegat de Jinnah és el Pakistan. Segons Mohiuddin, «va ser i continua sent tan honrat al Pakistan com [el primer president dels EUA] George Washington als Estats Units... El Pakistan deu la seva existència a la seva empenta, tenacitat i criteri... La importància de Jinnah en la creació del Pakistan va ser monumental i incommensurable». Stanley Wolpert, pronunciant un discurs en honor a Jinnah el 1998, el va considerar el líder més gran del Pakistan.

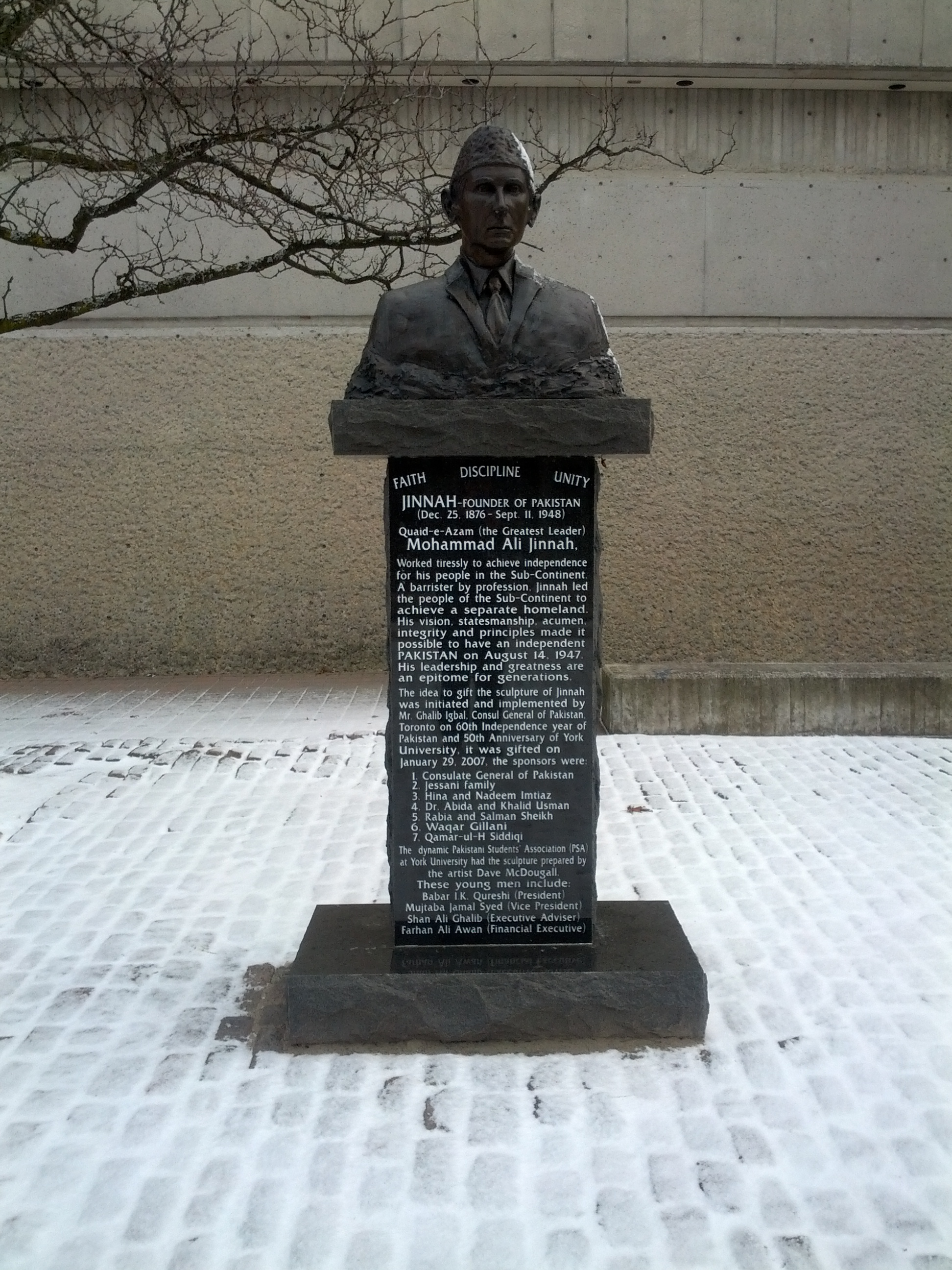
Estàtua de Jinnah a la Universitat de York a Toronto

Segons Jaswant Singh, «Amb la mort de Jinnah, el Pakistan va perdre els seus amarraments. A l'Índia no arribarà fàcilment un altre Gandhi, ni al Pakistan un altre Jinnah». Malik escriu: «Mentre Jinnah estigués viu, podria persuadir i fins i tot pressionar els líders regionals per a una major adaptació mútua, però després de la seva mort, el la manca de consens sobre la distribució del poder polític i els recursos econòmics sovint es va convertir en controvertida». Segons Mohiuddin, «la mort de Jinnah va privar el Pakistan d'un líder que podria haver millorat l'estabilitat i el govern democràtic. ... El camí pedregós cap a la democràcia al Pakistan i el relativament suau a l'Índia es pot atribuir en certa manera a la tragèdia del Pakistan de perdre un líder incorruptible i molt venerat tan aviat després de la independència».

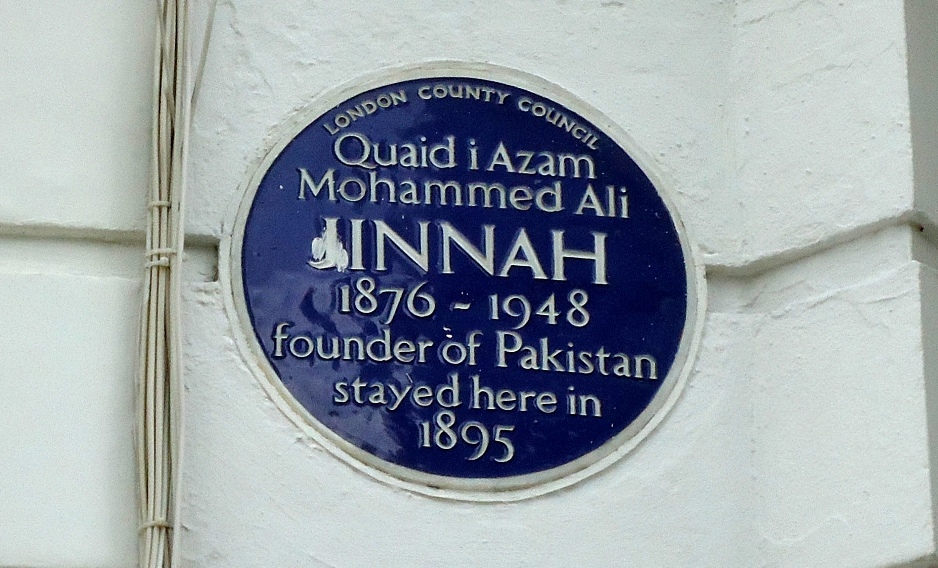
Placa blava a Londres dedicada a Jinnah

El seu aniversari s'observa com a festa nacional, el dia de Quaid-e-Azam, al Pakistan. Jinnah va guanyar el títol de Quaid-e-Azam (que significa «gran líder»). El seu altre títol és Baba-i-Qaum (Pare de la Nació). L'antic títol va ser donat a Jinnah al principi per Mian Ferozuddin Ahmed. Es va convertir en un títol oficial per efecte d'una resolució aprovada l'11 d'agost de 1947 per Liaquat Ali Khan a l'Assemblea Constituent del Pakistan. Pocs dies després de la creació del Pakistan, el nom de Jinnah es va llegir a la khutba de les mesquites com Amir-ul-Millat, un títol tradicional de governants musulmans.
Els premis civils del Pakistan inclouen una «Orde de Quaid-i-Azam». La Societat Jinnah també confereix el «Premi Jinnah» anualment a una persona que presta serveis destacats i meritoris al Pakistan i a la seva gent. Jinnah està representat en tota la moneda de la rupia pakistanesa i és el mateix nom de moltes institucions públiques pakistaneses. L'antic aeroport internacional de Quaid-i-Azam a Karachi, ara anomenat Aeroport internacional de Jinnah, és el més concorregut del Pakistan. Un dels carrers més grans de la capital turca Ankara, Cinnah Caddesi, porta el seu nom, així com l’autopista Mohammad Ali Jenah a Teheran, Iran. A Chicago, una part de l'avinguda Devon es va anomenar «Mohammed Ali Jinnah Way». Una secció de l'avinguda de Coney Island a Brooklyn, Nova York també va rebre el nom de «Muhammad Ali Jinnah Way» en honor al fundador del Pakistan. El Mazar-e-Quaid, el mausoleu de Jinnah, és un dels punts de referència notables de Karachi. La «Torre Jinnah» a Guntur, Andhra Pradesh, Índia, es va construir per commemorar Jinnah. El govern reialista de l'Iran també va llançar un segell commemorant el centenari del naixement de Jinnah el 1976.
Hi ha una quantitat considerable de beques sobre Jinnah que prové del Pakistan; segons Akbar S. Ahmed, no és molt llegit fora del país i sol evitar fins i tot la més mínima crítica a Jinnah. Segons Ahmed, alguns llibres publicats sobre Jinnah fora del Pakistan mencionen que va consumir alcohol, però això s'omet als llibres publicats dins del Pakistan. Ahmed suggereix que representar el Quaid bevent debilitaria la identitat islàmica de Jinnah i, per extensió, la del Pakistan. Algunes fonts al·leguen que va deixar l'alcohol al final de la seva vida. La professora Maya Tudor va concloure que «Jinnah no es podia descriure com un musulmà practicant» donat el seu consum de carn de porc, l'ús d'alcohol i l'ús d’interès. D'altra banda, Yahya Bakhtiar, que va observar Jinnah de prop, va concloure que Jinnah era un «musulmà molt sincer, profundament compromès i dedicat».

Segons l'historiador Ayesha Jalal, si bé hi ha una tendència a l'hagiografia en la visió pakistanesa de Jinnah, a l'Índia se'l veu negativament. Ahmed considera que Jinnah és «la persona més calumniada de la història recent de l'Índia ... A l'Índia, molts el veuen com el dimoni que va dividir la terra». Fins i tot molts musulmans indis veuen a Jinnah negativament, culpant-lo dels seus problemes com a minoria en aquest estat. Alguns historiadors com Jalal i HM Seervai afirmen. que Jinnah maig va voler la partició de l'Índia; va ser el resultat de la reticència dels líders del Congrés a compartir el poder amb la Lliga Musulmana. Afirmen que Jinnah només va utilitzar la demanda del Pakistan en un intent de mobilitzar suport per obtenir drets polítics significatius per als musulmans. Francis Mudie, l'últim governador britànic de Sindh, en honor de Jinnah va dir una vegada:
| « | En jutjar Jinnah, hem de recordar a què es va enfrontar. Tenia en contra no només la riquesa i el cervell dels hindús, sinó també gairebé tota l'oficialitat britànica, i la majoria dels polítics d'Interior, que van cometre el gran error de negar-se a prendre's seriosament el Pakistan. maig es va examinar realment la seva posició. | » |

Muhammad Ali Jinnah, segons Yasser Latif Hamdani i Eamon Murphy, està associat amb la seva crida al Dia d'Acció Directa, que va provocar vessament de sang i violència comunitària que va culminar amb la partició de l'Índia i la creació del Pakistan. Aquest incident i el paper de Jinnah, segons aquests autors, es veu amb menyspreu sobretot a l'Índia.
Jinnah s'ha guanyat l'admiració de polítics nacionalistes indis com Lal Krishna Advani, els comentaris dels quals elogiant Jinnah van provocar un rebombori al seu partit Bharatiya Janata (BJP). El llibre Jinnah: India, Partition, Independence (2009) del polític indi Jaswant Singh va causar polèmica a l'Índia. El llibre es basava en la ideologia de Jinnah i al·legava que el desig de Nehru d'un centre poderós va portar a la partició. Quan es va publicar el llibre, Singh va ser expulsat de la seva pertinença al Partit Bharatiya Janata, al qual va respondre que el BJP és «de ment estreta» i té «pensaments limitats».
Jinnah va ser la figura central de la pel·lícula Jinnah de 1998, que es basava en la vida de Jinnah i la seva lluita per la creació del Pakistan. Christopher Lee, que va interpretar a Jinnah, va qualificar la seva actuació com la millor de la seva carrera. El llibre de 1954 d'Hector Bolitho Jinnah: Creator of Pakistan va impulsar a Fatima Jinnah a publicar un llibre, titulat My Brother (1987), ja que pensava que el llibre de Bolitho no havia pogut expressar els aspectes polítics de Jinnah. El llibre va rebre una acollida positiva al Pakistan. Jinnah of Pakistan (1984) de Stanley Wolpert és considerat com un dels millors llibres biogràfics sobre Jinnah.
La visió de Jinnah a Occident s'ha modelat fins a cert punt per la seva representació a la pel·lícula de 1982 de Sir Richard Attenborough, Gandhi. La pel·lícula va ser dedicada a Nehru i Mountbatten i va rebre un suport considerable per la filla de Nehru, la primera ministra india, Indira Gandhi. Representa a Jinnah (interpretada per Alyque Padamsee) sota una llum poc afavoridora, que sembla actuar per gelosia de Gandhi. Padamsee va declarar més tard que la seva representació no era històricament precisa. En un article de revista sobre el primer governador general del Pakistan, l'historiador RJ Moore va escriure que Jinnah és universalment reconeguda com a central per a la creació del Pakistan. Stanley Wolpert resumeix el profund efecte que Jinnah va tenir en el món:
| « | Pocs individus alteren significativament el curs de la història. Encara menys modifiquen el mapa del món. Gairebé ningú es pot acreditar la creació d'un estat-nació. Mohammad Ali Jinnah va fer les tres. | » |